# Kryzys polityczny w Wybrzeżu Kości Słoniowej
Kryzys polityczny w Wybrzeżu Kości Słoniowej, w czasie którego funkcjonowały dwa niezależne od siebie i nieuznające się wzajemnie ośrodki władzy państwowej, nastąpił po wyborach prezydenckich w 2010 roku.
2 grudnia 2010 komisja wyborcza za zwycięzcę drugiej tury wyborów prezydenckich z 28 listopada 2010 uznała kandydata opozycji, Alassane'a Ouattarę. Jednak decyzję tę unieważniła Rada Konstytucyjna, która następnego dnia ogłosiła wygraną urzędującego prezydenta Laurenta Gbagbo. Równocześnie obaj kontrkandydaci ogłosili własne zwycięstwo i 4 grudnia 2010 złożyli niezależnie od siebie przysięgi prezydenckie, a następnie powołali odrębne gabinety.
Podczas gdy prezydenta Gbagbo poparło wojsko i kontrolowane przez niego publiczne media, prezydent Ouattara posiadał poparcie byłych rebeliantów z Nowych Sił, kontrolujących wciąż północne regiony kraju po wojnie domowej z lat 2002–2007. Społeczność międzynarodowa, w tym ONZ, za prawomocnego prezydenta uznała w zdecydowanej większości Ouattarę, który po wyborach schronił się w jednym z hoteli w Abidżanie pod eskortą sił ONZ. Solidarność z prezydentem Gbagbo wyraziły tylko władze Angoli i Gambii.
Kryzys polityczny spowodował wybuch przemocy w kraju, w jej wyniku zginęło około 3 tysięcy osób. Ofiarami naruszeń praw człowieka i ataków ze strony wojska, bojówek i zagranicznych najemników byli w większości zwolennicy Alassane'a Ouattary. Z powodu zagrożenia granicę z Liberią i Gwineą przekroczyły dziesiątki tysięcy uchodźców. W sumie około milion osób opuściło swoje miejsca zamieszkania.
Społeczność międzynarodowa zażądała od prezydenta Laurenta Gbagbo ustąpienia z urzędu, a po jego odmowie wprowadziła przeciwko niemu szereg sankcji. Unia Afrykańska i ECOWAS zawiesiły członkostwo Wybrzeża Kości Słoniowej w tych organizacjach, posłały do kraju swoich mediatorów oraz zagroziły użyciem wobec prezydenta Gbagbo siły zbrojnej. Unia Europejska oraz Stany Zjednoczone wprowadziły sankcje wizowe względem prezydenta, jego współpracowników oraz wstrzymały im dostęp do aktywów finansowych. Bank Światowy, Afrykański Bank Rozwoju i Międzynarodowy Fundusz Walutowy zawiesiły współpracę z Wybrzeżem Kości Słoniowej i finansowanie programów pomocy. Również Centralny Bank Państw Afryki Zachodniej zablokował rządowi Gbagbo dostęp do aktywów finansowych na terenie państw członkowskich.
Pomimo sankcji międzynarodowych i wysiłków mediacyjnych ze strony ECOWAS i Unii Afrykańskiej, prezydent Gbagbo nie zrezygnował z zajmowanego urzędu. 19 lutego 2011 w Abidżanie wybuchła nowa fala protestów, natomiast 24 lutego 2011 na zachodzie kraju popierający prezydenta Ouattarę rebelianci z Nowych Sił rozpoczęli ofensywę wojskową, co doprowadziło do walki zbrojnej i wybuchu na nowo wojny domowej, zakończonej pojmaniem Laurenta Gbagbo 11 kwietnia 2011.
6 maja 2011 Alassane Ouattara został oficjalnie zaprzysiężony na stanowisku prezydenta. Zatrzymany prezydent Gbagbo został osadzony w areszcie domowym na północy kraju, a pod koniec listopada 2011 przewieziony do Hagi i postawiony przed Międzynarodowym Trybunałem Karnym pod zarzutem popełnienia zbrodni przeciwko ludzkości. We wrześniu 2011 powołana została Komisja Dialogu, Prawdy i Pojednania w celu zbadania przestępstw popełnionych przez obie strony konfliktu. W grudniu 2011 odbyły się zbojkotowane przez partię byłego prezydenta Gbagbo wybory parlamentarne, które przyniosły zwycięstwo ugrupowaniu prezydenta Ouattary.

## Wybrzeże Kości Słoniowej i geneza konfliktu
Wybrzeże Kości Słoniowej, państwo w Afryce Zachodniej położone nad Zatoką Gwinejską, od czasu uzyskania niepodległości od Francji w 1960 do 1993 rządzone było przez prezydenta Félixa Houphouët-Boigny’ego i założoną przez niego Partię Demokratyczną Wybrzeża Kości Słoniowej (PDCI). System wielopartyjny wprowadzony został dopiero w 1990 w wyniku zmian w konstytucji. W pierwszych wielopartyjnych wyborach prezydenckich w październiku 1990 Houphouët-Boigny pokonał wieloletniego działacza opozycji Laurenta Gbagbo.
Kryzys polityczny z lat 2010–2011, jak również wszystkie wcześniejsze kryzysy polityczne, swymi korzeniami sięgają śmierci Houphouët-Boigny’ego w grudniu 1993 i rywalizacji o władzę po nim. O sukcesję ubiegał się wówczas zarówno premier Alassane Ouattara, jak również przewodniczący Zgromadzenia Narodowego, Henri Konan Bédié, który ostatecznie, zgodnie z konstytucją, objął urząd szefa państwa. Ouattara zrezygnował w rezultacie ze stanowiska szefa rządu i w roku następnym założył własne ugrupowanie polityczne, Zgromadzenie Republikanów (RDR). W czasie rządów Bédiégo do dyskursu politycznego wprowadzone zostało pojęcie Ivorité (iworyjskość), dzielące obywateli na tych o pełnej narodowości iworyjskiej (mających obojga rodziców urodzonych w Wybrzeżu Kości Słoniowej) oraz pozostałych. Odwoływanie się retoryki narodowej wywołało wzrost napięcia społecznego, zwłaszcza na północy kraju, zamieszkałym w dużej mierze przez ludność muzułmańską i emigrantów wywodzących się z krajów ościennych. Wprowadzone w 1995 nowe prawo wyborcze opierało się na koncepcji Ivorité i z tego powodu zakazywało startu m.in. Ouattarze, mającemu burkinaskie korzenie. Wybory prezydenckie w 1995 zostały ostatecznie zbojkotowane przez całą opozycję (zarówno przez Laurenta Gbagbo, jak i Alassane'a Ouattarę). Wybrany na kolejną kadencję prezydent Bédié został w grudniu 1999 odsunięty od władzy na drodze zamachu stanu, dokonanego przez generała Roberta Guéï.

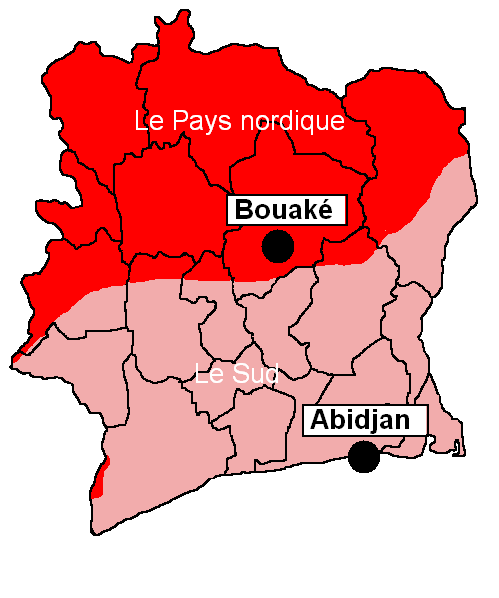
Podział Wybrzeża Kości Słoniowej w czasie wojny domowej: północ kontrolowana przez Nowe Siły i południe kontrolowane przez siły rządowe

Reżim Guéïego w październiku 2000 przeprowadził zgodnie z konstytucją nowe wybory prezydenckie. Do udziału w nich nie został ponownie dopuszczony ze względu na pochodzenie Alassane Ouattara. Z powodu próby sfałszowania wyników na swoją korzyść przez Roberta Guéïego w kraju doszło do masowych protestów społecznych organizowanych przez opozycję. Pod naciskiem ruchu obywatelskiego, Guéï opuścił kraj, a nowym prezydentem został zaprzysiężony zwycięzca głosowania, Laurent Gbagbo. Fakt ten nie zadowolił jednak Ouattary i jego zwolenników, którzy domagali się przeprowadzenia nowych wyborów na podstawie nowego prawa wyborczego, dopuszczającego również jego udział. Rozmowy w tej sprawie toczyły się w latach 2001–2002 i dotyczyły szerszego procesu pojednania narodowego. Nie doprowadziły jednak do wypracowania rozwiązania związanego z kwestią narodowości iworyjskiej. W konsekwencji napięć społecznych i politycznych, 19 września 2002 na północy kraju wybuchł bunt członków sił zbrojnych. Rebelia w armii przerodziła się w wojnę domową, w której siły bojowników z północy (tzw. Nowe Siły) pod dowództwem Guilaume'a Soro walczyły z wojskiem wiernym prezydentowi Gbagbo na południu. W styczniu 2003, pod francuską egidą, zawarte zostało zawieszenie broni i rozpoczęto negocjacje pokojowe. Strony rozdzielone zostały specjalną strefą buforową, kontrolowaną przez międzynarodowe wojska, jednak w dalszym ciągu dochodziło do potyczek. Porozumienie pokojowe podpisane zostało ostatecznie 4 marca 2007. W jego wyniku, w kwietniu 2007 powołany został rząd jedności narodowej, w skład którego weszli przedstawiciele ugrupowań z północy kraju, a tekę premiera objął Guillaume Soro. W kraju przeprowadzone miały zostać nowe wybory prezydenckie i parlamentarne, zorganizowane na podstawie prawa wyborczego, gwarantującego możliwość startu jak najszerszemu gronu obywateli. Wybory, które zgodnie z konstytucją miały odbyć się już w 2005, były wielokrotnie przekładane, początkowo z powodu toczonych rozmów pokojowych, a następnie w wyniku problemów z przyjęciem prawa wyborczego i przeprowadzeniem cenzusu wyborczego oraz problemów logistycznych i technicznych związanych z organizacją samego głosowania.

## Wybory prezydenckie i wybuch kryzysu
31 października 2010 w Wybrzeżu Kości Słoniowej odbyła się pierwsza tura wielokrotnie przekładanych wyborów prezydenckich, które zgodnie z konstytucją powinny były zostać przeprowadzone w 2005. Przebiegła ona w pokojowej atmosferze, a jej organizacja została pochwalona przez społeczność międzynarodową. Do drugiej tury wyborów, zaplanowanej na 28 listopada 2010, przeszedł urzędujący od 2000 prezydent Laurent Gbagbo z Frontu Ludowego Wybrzeża Kości Słoniowej (FPI) oraz kandydat opozycyjnego Zgromadzenia Republikanów (RDR), Alassane Ouattara, premier w latach 1990–1993. Kandydaci ci zdobyli odpowiednio 38% i 32% głosów poparcia.

Wyniki II tury wyborów prezydenckich według regionów: różowy – zwycięstwo Gbagbo; zielony – zwycięstwo Ouattary

Po drugiej turze głosowania Niezależna Komisja Wyborcza (Commission Electorale Indépendante, CEI) nie zdołała opublikować wyników wyborów w wymaganym przez prawo trzydniowym okresie z powodu sporów między jej członkami. W jej skład wchodzili przedstawiciele dwóch kandydatów. Zwolennicy prezydenta Gbagbo domagali się unieważnienia głosów z północnych regionów kraju, kontrolowanych przez rebeliantów z Nowych Sił i stanowiących jednocześnie bastiony poparcia Ouattary. Ich zdaniem miało tam dojść do masowych fałszerstw wyborczych. 2 listopada 2010, dzień po wymaganym terminie, przewodniczący CEI w strzeżonym przez międzynarodowe wojska hotelu ogłosił oficjalne wyniki wyborów, według których Alassane Ouattara zdobył 54,1% głosów. Jeszcze tego samego dnia Rada Konstytucyjna, która zgodnie z prawem miała zatwierdzić wyniki (razem z szefem misji ONZ w Wybrzeżu Kości Słoniowej), anulowała rezultat podany do wiadomości przez komisję wyborczą. Na czele Rady Konstytucyjnej stał Paul Yao N'dre, członek prezydenckiej partii FPI.
3 grudnia 2010 Rada Konstytucyjna ogłosiła własne wyniki wyborów, zgodnie z którymi za zwycięzcę uznała Laurenta Gbagbo (51,45% głosów poparcia). Anulowała przy tym wyniki z północnych regionów kraju, co uzasadniła zaistniałymi tam nieprawidłowościami wyborczymi. Jednakże 3 grudnia wyniki ogłoszone przez komisję wyborczą zatwierdził szef misji ONZ w Wybrzeżu Kości Słoniowej, Young Jin-choi. Rezultat ten za prawomocny został również uznany przez Unię Afrykańską (UA), ECOWAS, Unię Europejską, MFW, a także Stany Zjednoczone i Francję.
4 grudnia 2010 Laurent Gbagbo złożył przysięgę prezydencką w pałacu prezydenckim w Abidżanie, obejmując prezydenturę na kolejną kadencję. Stanowisko ONZ uznał za ingerencję w sprawy wewnętrzne kraju i zagroził wydaleniem jej sił pokojowych. Zapowiedział „obronę suwerenności” Wybrzeża Kości Słoniowej. Na uroczystości byli obecni tylko ambasadorzy z Angoli i Libanu. Kilka godzin później w Hotelu Golf, w którym schronił się po wyborach Alassane Ouattara, odbyła się ceremonia jego zaprzysiężenia. Premier Guillaume Soro (były lider Nowy Sił), który uznał go prawowitego prezydenta, złożył na jego ręce rezygnację ze stanowiska, jednakże Ouattara powierzył mu na nowo misję utworzenia gabinetu. 5 grudnia 2010 Laurent Gbagbo na stanowisko szefa rządu mianował natomiast Gilberta Marie N’gbo Aké.

## Reakcja społeczności międzynarodowej i pierwsze sankcje
5 grudnia 2010 z pierwszą międzynarodową misją mediacyjną do Wybrzeża Kości Słoniowej udał się z ramienia Unii Afrykańskiej były prezydent RPA Thabo Mbeki, który pośredniczył rozmowom również w czasie I wojny domowej. Mbeki opuścił Abidżan 6 grudnia po rozmowach z prezydentem Gbagbo i prezydentem Ouattarą oraz szefem misji ONZ, Youngiem Jin-choi'em, które nie doprowadziły do przełomu, Mbeki zaapelował do rywali o powstrzymanie się od uciekania się do przemocy oraz o zgodę na udział w dalszych wysiłkach mediacyjnych. Unia Afrykańska potępiła „wszelkie próby tworzenia faktów dokonanych mających na celu naruszenie procesu wyborczego i woli narodu”.
5 grudnia 2010 w mieście Bouaké w centrum kraju doszło do wystąpień zwolenników Alassane'a Ouattary domagających się ustąpienia Laurenta Gbagbo. W ciągu tygodnia od zakończenia wyborów (28 listopada – 5 grudnia) według różnych szacunków zginęło co najmniej od 4 do 15 osób.
6 grudnia 2010 otwarte zostały granice państwowe Wybrzeża Kości Słoniowej, zamknięte po drugiej turze wyborów. Alassane Ouattara wydał oświadczenie, w którym gwarantował miejsca w rządzie członkom FPI w przypadku rezygnacji z urzędu prezydenta przez Laurenta Gbagbo. Szef sztabu sił zbrojnych zadeklarował wierność prezydentowi Gbagbo, podczas gdy przywódcy rebeliantów z Nowych Sił, stacjonujących na północy kraju, ogłosili poparcie dla Ouattary. Postawili swoje oddziały w stan gotowości i zadeklarowali obronę zajmowanego terytorium w przypadku ataków ze strony zwolenników Gbagbo.
6 grudnia 2010 Bank Światowy i Afrykański Bank Rozwoju wezwały władze do rozwiązania kryzysu politycznego, grożąc w przeciwnym wypadku wstrzymaniem pomocy finansowej. Z powodu „załamania się władzy” instytucje zapowiedziały możliwość ponownej oceny swojego zaangażowania w programy pomocowe dla Wybrzeża Kości Słoniowej. Prezydent Botswany Seretse Ian Khama wezwał afrykańskich przywódców do potępienia wydarzeń w tym kraju, nazywając je „prawdziwą tragedią”. Laurenta Gbagbo wezwał natomiast do ustąpienia, odrzucając przy tym ewentualność podziału władzy między dwóch rywali, rozwiązania zastosowanego po kryzysie politycznym w Kenii w 2008 oraz kryzysie w Zimbabwe w 2008. Szefowa dyplomacji UE Catherine Ashton zagroziła nałożeniem sankcji w przypadku nieosiągnięcia kompromisu, a szef Komisji Europejskiej José Manuel Barroso oznajmił, iż kryzys stanowi zagrożenie dla stabilności i pokoju w Wybrzeżu Kości Słoniowej i w całym regionie. Z powodu kryzysu ONZ ogłosiła przeniesienie swego niewojskowego personelu liczącego 600 osób do Gambii i Senegalu.
7 grudnia 2010 w czasie szczytu w Abudży ECOWAS zadecydowała o zawieszeniu członkostwa Wybrzeża Kości Słoniowej w organizacji. Jej przywódcy za zwycięzcę wyborów i prawomocnego prezydenta uznali Alassane'a Outtarę. Wezwali Laurenta Gbagbo do „przestrzegania rezultatu drugiej tury wyborów stwierdzonego przez misję ONZ (UNOCI) ze względu na najlepszy interes narodu iworyjskiego” oraz do „bezzwłocznego przekazania władzy”. Gbagbo tego samego dnia odrzucił wezwania do ustąpienia z urzędu i dysponując poparciem ze strony wojska i publicznych mediów, zwołał pierwsze posiedzenie mianowanego przez siebie rządu. Alassane Ouattara wraz z mianowanym przez niego premierem Guilaume’em Soro przebywał wciąż w Hotelu Golf w Abidżanie strzeżonym przez siły ONZ. Szef dyplomacji w rządzie Gbagbo, Alcide Djédjé, skrytykował decyzję ECOWAS, stwierdzając że wskazanie zwycięzcy wyborów nie jest kompetencją tej organizacji. Dziennik „Notre Voie” określił szczyt mianem „Szczytu Spiskowców”. Międzynarodowy Komitet Czerwonego Krzyża (MKCK) 7 grudnia podał do wiadomości, iż w wyniku przemocy po drugiej turze wyborów zginęło co najmniej 28 osób, a co najmniej 280 zostało rannych. Zdaniem części obserwatorów bilans ofiar mógł być wyższy.
8 grudnia 2010 szef misji ONZ Young Jin-choi, po ponownym zrewidowaniu wyników wyborów, stwierdził, że Laurent Gbagbo nie ma podstaw do ich kwestionowania, raz jeszcze uznając zwycięstwo Ouattary. Stwierdził, że został on wybrany na głowę państwa przez naród „niepodważalną różnicą głosów” nad swoim rywalem. Odnosząc się do oskarżeń ze strony obozu Gbagbo o ingerowanie w sprawy wewnętrzne kraju, stwierdził, że działa w ramach powierzonego mu mandatu, który uprawnia go do zatwierdzenia wyników wyborów. 8 grudnia 2010 Rada Bezpieczeństwa ONZ, po kilkudniowej debacie, uznała za zwycięzcę wyborów Alassane'a Ouattarę. Potępiła „wszelkie działania zmierzające do obalenia woli narodu” iworyjskiego. Ponadto „w świetle uznania Alassane'a Ouattary przez ECOWAS za prezydenta-elekta i przedstawiciela wyrażonej w sposób wolny woli narodu iworysjkiego, proklamowanego przez Niezależną Komisję Wyborczą, wezwała wszystkich decydentów do poszanowania wyników wyborów”. Zagroziła podjęciem „ścisłych środków” przeciwko wszystkim próbującym zakłócić proces pokojowy lub działalność misji ONZ w Wybrzeżu Kości Słoniowej. Powołanie się na decyzję ECOWAS było kompromisem wobec zastrzeżeń zgłoszonych przez Rosję, która uważała, że wskazanie przez Radę Bezpieczeństwa zwycięzcy wyborów wykracza poza jej mandat.
Prezydent Liberii Ellen Johnson-Sirleaf 8 grudnia 2010 wezwała swoich rodaków do nieangażowania się w wydarzenia w sąsiednim Wybrzeżu Kości Słoniowej. Apel był skierowany w szczególności do byłych najemników z czasów wojny domowej w Liberii, którzy zdaniem części obserwatorów mogli być rekrutowani przez strony iworyjskiego kryzysu. Liberyjscy najemnicy walczyli wcześniej również w wojnie domowej w Wybrzeżu Kości Słoniowej w latach 2002–2007. Dla wielu walka stanowiła jedyne źródło dochodu. Część z nich deklarowała gotowość służenia pod rozkazami każdego skłonnego ich opłacić. Część z nich ruszyła w tym celu w stronę granicy z Wybrzeżem Kości Słoniowej.
9 grudnia 2010 Unia Afrykańska zawiesiła Wybrzeże Kości Słoniowej w członkostwie do czasu przejęcia władzy przez Alassane'a Ouattarę, którego uznała za „demokratycznie wybranego prezydenta”. Tego samego dnia Stany Zjednoczone zagroziły zastosowaniem sankcji wobec Laurenta Gbagbo w przypadku nieustąpienia przez niego z urzędu prezydenta.

## Protest zwolenników Ouattary

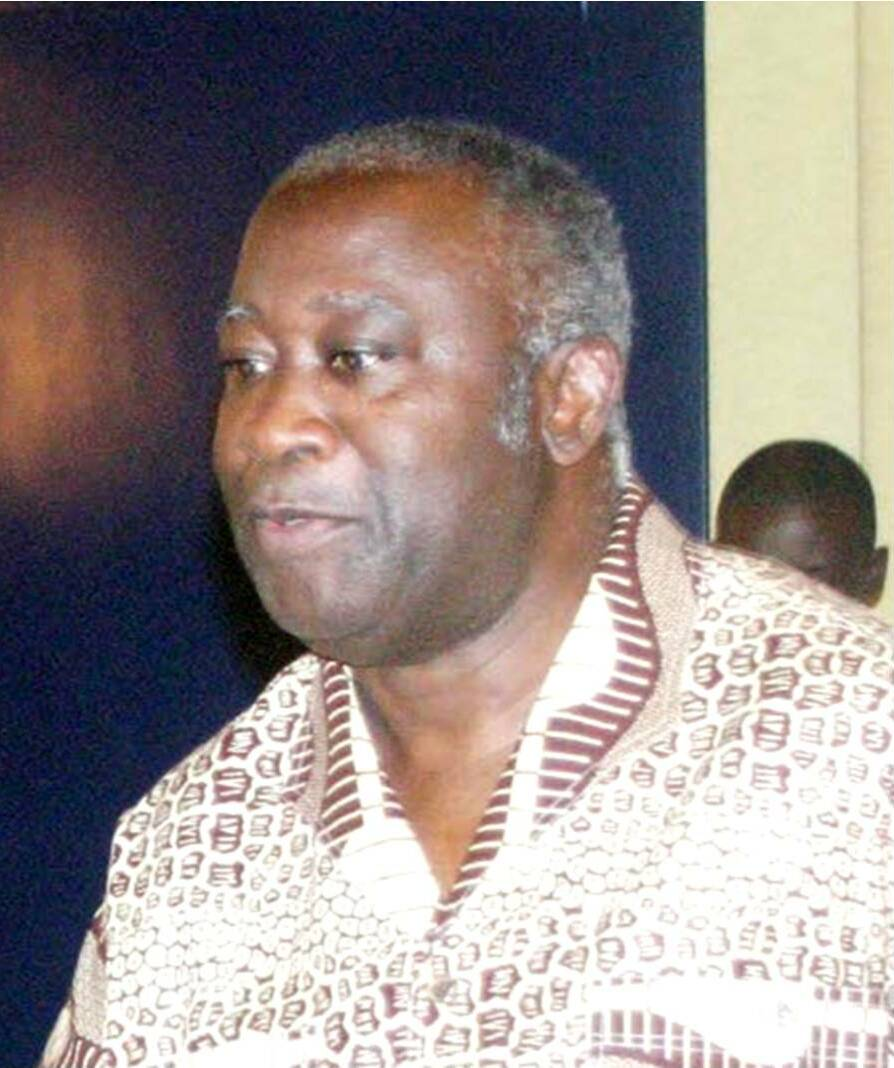
Prezydent Laurent Gbagbo

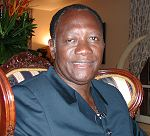
Prezydent Alassane Ouattara

9 grudnia 2010 Laurent Gbagbo stwierdził, że gotów jest na podjęcie dialogu, wskazując przy tym na możliwość podziału władzy, lecz odrzucając jednocześnie wezwania do opuszczenia kraju. 11 grudnia 2010 Alassane Ouattara oznajmił w odpowiedzi, że podstawą do podjęcia rozmów może być tylko uprzednia rezygnacja Gbagbo ze stanowiska.
13 grudnia 2010 teren wokół Hotelu Golf, w którym przebywał prezydent Ouattara i rząd premiera Soro został obstawiony przez wojska lojalne wobec Laurenta Gbagbo. Sam hotel był strzeżony przez kilkusetosobowy kontyngent sił ONZ i bojowników Nowych Sił. Gabinet prezydenta Ouattary obradował w klimatyzowanym namiocie. Wskutek blokady budynku niezbędne zaopatrzenie dostarczały lądujące na trawniku jego dziedzińca helikoptery. Położony w dzielnicy nadmorskiej, luksusowy Hotel Golf otoczony był drutem kolczastym, a bramy wjazdowej do niego strzegły czołgi wojsk ONZ.
Również 13 grudnia 2010 Rada Unii Europejskiej zadecydowała o podjęciu działań prowadzących do nałożenia sankcji na Laurenta Gbagbo i grono jego najbliższych współpracowników. Miały one obejmować zakaz wjazdu na terytorium UE oraz zamrożenie aktywów finansowych na terenie państw członkowskich. Jako powód planowanych sankcji podała „zakłócanie procesu pokojowego i pojednania narodowego” oraz nieuznawanie władzy „demokratycznie wybranego prezydenta”. Szefowa dyplomacji UE Catherine Ashton wezwała do „natychmiastowego i pokojowego przekazania władzy” prezydentowi Ouattarze. Minister spraw zagranicznych rządu Gbagbo, Alcide Djédjé, uznał prezydenta Gbagbo za „ofiarę międzynarodowego spisku” zorganizowanego przez Alassane'a Ouattarę i wspieranego przez „zachodnich sponsorów”.
13 grudnia premier Guillaume Soro wezwał zwolenników Ouattary do udziału w marszu pod budynek publicznej telewizji RTI kontrolowanej przez Gbagbo w dniu 16 grudnia 2010, a dzień później w marszu pod budynki rządowe. Następnego dnia obóz Ouattary powtórzył apel o udział w marszu pod siedzibę telewizji. Jego zwolennicy z północnych regionów kraju i byli rebelianci z Nowych Sił, w odpowiedzi na wezwania, ruszyli na południe kraju, w kierunku linii demarkacyjnej rozgraniczającej strony z czasów wojny domowej. W leżącym w jej pobliżu mieście Tiébissou zostali jednak rozproszeni przy użyciu gazu łzawiącego przez wojska lojalne wobec Laurenta Gbagbo. 15 grudnia 2010 kilkaset zwolenników Ouattary demonstrowało natomiast w Jamusukro, domagając się ustąpienia Laurenta Gbagbo. W wyniku ostrzału ze strony policji zginęła jedna osoba, a kilka zostało rannych.
16 grudnia 2010, w dniu planowanego marszu pod budynek radia i telewizji (Radio Television Ivorienne, RTI), w kilku miejscach Abidżanu doszło do starć gromadzących się zwolenników prezydenta Ouattary ze służbami bezpieczeństwa lojalnymi wobec Laurenta Gbagbo, które otworzyły ogień w stronę cywilów. W pobliżu Hotelu Golf doszło natomiast do wymiany ognia między wojskiem a rebeliantami z Nowych Sił. W rezultacie jego ochrona została wzmocniona do 800 żołnierzy ONZ. Jeden z pocisków trafił pobliski budynek ambasady USA. W wyniku starć zginęło według źródeł rządowych prezydenta Gbagbo co najmniej 20 osób (10 cywilów i 10 żołnierzy). Według źródeł rządu prezydenta Ouattary wskutek ostrzału zginęło co najmniej 14 jego zwolenników. Według źródeł ONZ zginęło co najmniej 50 osób. Do starć bojowników Nowych Sił z wojskiem doszło również w mieście Tiébissou w centrum kraju. Pomimo apeli obozu Ouattary o kontynuację marszu 17 grudnia 2010, na ulicach Abidżanu następnego dnia panował spokój. Zdaniem komentatorów prasowych było to głównie spowodowane obawami ludności przed ponownym rozlewem krwi.
W odpowiedzi na rozlew krwi ONZ wyraziła zaniepokojenie wybuchem przemocy w Wybrzeżu Kości Słoniowej i ostrzegła wszystkie strony przed odpowiedzialnością prawnomiędzynarodową za wszelkie ataki przeciw cywilom. UA i ECOWAS raz jeszcze zadeklarowały poparcie dla prezydenta Ouattary i wykluczyły możliwość podziału władzy między nim a Laurentem Gbagbo.
Dzień po krwawych starciach w Abidżanie, społeczność międzynarodowa zwiększyła naciski na Laurenta Gbagbo, domagając się jego ustąpienia. Prezydent Francji Nicolas Sarkozy wezwał go do oddania władzy „do końca tygodnia”, grożąc w przeciwnym wypadku nałożeniem sankcji na niego i jego żonę. Unia Europejska wystąpiła z apelem do dowódców iworyjskiego wojska o poparcie władzy „demokratycznie wybranego prezydenta Alassane'a Ouattary”. Zapowiedziała także dalsze sankcje wobec Gbagbo w przypadku niezłożenia władzy. Także przedstawiciel amerykańskiego Departamentu Stanu ds. Afryki Zachodniej zagroził nałożeniem sankcji wizowych na prezydenta Gbagbo, jego rodzinę i najbliższych współpracowników. Oznajmił również, że jedno z państw Afryki zaoferowało mu „bezpieczną gościnę” w przypadku rezygnacji z urzędu. Premier Kenii Raila Odinga jako pierwszy z przywódców wezwał afrykańskich decydentów do użycia w razie konieczności siły wobec Laurenta Gbagbo. Stwierdził, że „Gbagbo musi zostać zmuszony do odejścia, nawet jeśli oznacza to użycie środków wojskowych, ponieważ polega on wyłącznie na władzy wojskowej, nie na władzy ludu, w celu zastraszania ludności”. Wezwał Unię Afrykańską do „pokazania zębów”.
W odpowiedzi na groźby z zagranicy rzecznik prezydenta Gbagbo, Alain Toussaint, oskarżył USA, Francję i UE o chęć „dokonania spisku i konstytucyjnego zamachu stanu”. Stwierdził, że prezydent Gbagbo „nigdzie się nie wybiera”, a urząd opuści po zakończeniu „konstytucyjnej kadencji” w 2015. Apel UE do iworyjskiego wojska uznał za „nieodpowiedzialny i skandaliczny” oraz „nawoływanie do wojny domowej”. Sprzeciwił się mieszaniu zagranicznych sił w sprawy wewnętrzne jego kraju.
17 grudnia 2010 do Abidżanu w celu przeprowadzenia mediacji przybył przedstawiciel UA Jean Ping. UNHCR podał natomiast do wiadomości, że w obawie przed przemocą z Wybrzeża Kości Słoniowej do sąsiedniej Liberii uciekło już ponad 4 tys. uchodźców, a około 200 do Gwinei. Prezydent Gwinei Alpha Condé nakazał wojsku patrolowanie 500-kilometrowej granicy z Wybrzeżem Kości Słoniowej w celu zagwarantowania, że uchodźcy nie będą wnosić ze sobą broni.

## Kwestia stacjonowania zagranicznych wojsk

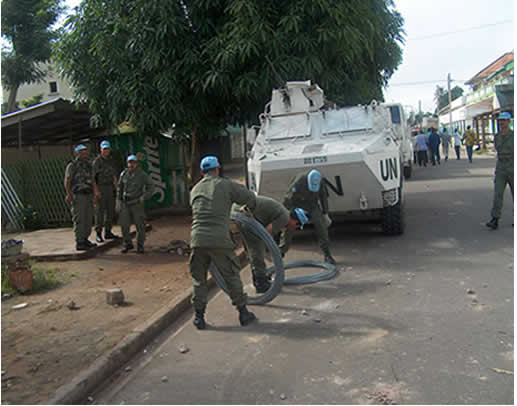
Wojska ONZ w Wybrzeżu Kości Słoniowej

18 grudnia 2010 prezydent Laurent Gbagbo, poprzez rzecznika swojego rządu, wezwał wszystkie zagraniczne wojska stacjonujące w Wybrzeżu Kości Słoniowej do natychmiastowego opuszczenia kraju. Apel skierowany był do 10-tysięcznego kontyngentu sił ONZ (UNOCI) oraz 900-osobowego kontyngentu wojsk francuskich (LICORNE). Sprzeciwił się przedłużeniu ich mandatu, oskarżając zarazem o „poważne ingerowanie w sprawy wewnętrzne” państwa i zmowę z rebeliantami z Nowych Sił. Również lider „Młodych Patriotów” (bojówek popierających Laurenta Gbagbo) i jednocześnie minister ds. młodzieży w jego rządzie, Charles Ble Goude, wezwał ONZ do opuszczenia kraju, a swoich zwolenników do „wyzwolenia Wybrzeża Kości Słoniowej” i „obrony suwerenności”. Przedstawiciele misji ONZ poinformowali natomiast, że wieczorem poprzedniego dnia ostrzelany został konwój ich wojsk powracający do bazy w Abidżanie. Zarzucili również publicznym mediom stosowanie przeciwko nim ataków medialnych.
19 grudnia 2010 sekretarz generalny ONZ Ban Ki-moon odmówił wycofania misji ONZ z Wybrzeża Kości Słoniowej, stwierdzając, że „będzie ona dalej wypełniała swój mandat i kontynuowała monitorowanie i dokumentowanie wszelkich naruszeń praw człowieka oraz podburzania do nienawiści i przemocy”. Również minister spraw zagranicznych Francji Michèle Alliot-Marie stwierdziła, że wojska francuskie pozostaną w Wybrzeżu Kości Słoniowej. Władze Wielkiej Brytanii, podobnie jak wcześniej władze amerykańskie i francuskie, zaleciły swoim obywatelom opuszczenie Wybrzeża Kości Słoniowej i powstrzymanie się od podróżowania do tego kraju z powodu napiętej sytuacji w tym państwie. 19 grudnia 2010 w Paryżu doszło do starć podczas manifestacji zwolenników dwóch prezydentów, w wyniku których ranne zostały dwie osoby
19 grudnia 2010 Wysoki Komisarz Narodów Zjednoczonych do spraw Praw Człowieka Navanethem Pillay podała do wiadomości, że według raportów zebranych przez przedstawicieli ONZ, w Wybrzeżu Kości Słoniowej w ostatnich kilku dniach doszło do przypadków porwań setek osób „z domów, szczególnie w nocy, przez uzbrojone osoby w wojskowych mundurach”. Część ofiar „była później znajdowana martwa w podejrzanych okolicznościach”. Raport donosił o co najmniej 50 zabitych i ponad 200 rannych.
20 grudnia 2010 Rada Unii Europejskiej, zgodnie z wcześniejszymi ustaleniami z 13 grudnia, zadecydowała o nałożeniu sankcji wizowych na prezydenta Laurenta Gbagbo, jego żonę Simone oraz 17 ich współpracowników z dniem 22 grudnia. Rada Bezpieczeństwa ONZ przedłużyła natomiast mandat misji UNOCI o 6 miesięcy, do 30 czerwca 2011. Wezwała żołnierzy do „kontynuowania, w koordynacji z iworyjskimi władzami, zapewniania bezpieczeństwa rządowi i głównym politycznym decydentom”. Odnosząc się do raportów o przemocy w Wybrzeżu Kości Słoniowej zaleciła im dalsze wypełnianie mandatu i ochronę cywilów. Wszystkich odpowiedzialnych za ataki przeciwko cywilom lub żołnierzom ONZ ostrzegła przed pociągnięciem do odpowiedzialności przed międzynarodowym trybunałem. Raz jeszcze wezwała wszystkie strony i decydentów w Wybrzeżu Kości Słoniowej do „respektowania wyników wyborów” w świetle deklaracji ECOWAS uznającej za prezydenta Alassane'a Ouattarę. Zastępca sekretarza generalnego ONZ ds. operacji pokojowych Alain Le Roy podkreślił, że misja UNOCI posiada prawo otwarcia ognia w przypadku samoobrony bądź wykonywania swojego mandatu, w którym zawiera się obrona cywilów.
21 grudnia 2010 Alain Le Roy poinformował na łamach prasy, że wojska lojalne wobec Gbagbo podjęły działania zmierzające do odcięcia wojsk ONZ od zapasów paliwa, żywności i niezbędnego zaopatrzenia, m.in. poprzez blokadę portu w Abidżanie. Francuski ambasador stwierdził natomiast, że blokada Hotelu Golf, w którym przebywał pod eskortą 800-osobowego oddziału wojsk ONZ Alassane Ouattara, może wkrótce przerodzić się w „kwestię humanitarną”. 21 grudnia 2010 z powodu ataku zbrojnego ewakuowana została ambasada Nigerii w Abidżanie. Prokurator MTK Luis Moreno-Ocampo ostrzegł liderów politycznych w Wybrzeżu Kości Słoniowej przed odpowiedzialnością za podżeganie do przemocy i ataki na siły pokojowe ONZ.
Tego samego dnia o sytuacji w Wybrzeżu Kości Słoniowej mówił na forum Zgromadzenia Ogólnego ONZ sekretarz generalny Ban Ki-moon, ostrzegając przed „realnym ryzykiem” powrotu wojny domowej do tego kraju. Potwierdził, że iworyjskie wojsko utrudnia funkcjonowanie misji pokojowej ONZ, zakłócając codzienne dostawy zaopatrzenia. Przestrzegł, że „wszelkie próby zmuszenia głodem misji ONZ do uległości” nie będą tolerowane, a ich sprawcy muszą liczyć się z odpowiedzialnością prawnomiędzynarodową. Poinformował, że obóz zwolenników Laurenta Gbagbo rekrutował najemników, w tym byłych bojowników z Liberii i Angoli „aby wziąć na cel pewne grupy ludności”.
21 grudnia 2010 w publicznej telewizji, po raz pierwszy od czasu wyborów, wystąpił Laurent Gbagbo, który zakomunikował, że jest prawomocnym prezydentem republiki, gdyż zdobył 51,45% głosów poparcia. Podziękował przy tym rodakom za okazane zaufanie. Zaproponował również powołanie międzynarodowego komitetu, który miałby na celu rozwiązanie kryzysu politycznego poprzez „obiektywną analizę faktów procesu wyborczego”. W jego skład mieliby wchodzić przedstawiciele Unii Afrykańskiej, ECOWAS, ONZ, UE, USA, Rosji oraz Chin. Prezydent Ouattara odrzucił plan Gbagbo, określając go mianem „politycznej gry”.

## Nowe sankcje i utrwalenie stanowiska społeczności międzynarodowej
21 grudnia 2010 Stany Zjednoczone nałożyły sankcje wizowe na prezydenta Laurenta Gbagbo i około 30 jego współpracowników. 22 grudnia 2010 Bank Światowy zawiesił współpracę z Wybrzeżem Kości Słoniowej. Poinformował o tym jego prezes Robert Zoellick, stwierdzając, że instytucja wspiera stanowisko Unii Afrykańskiej i ECOWAS, przesyłając jednocześnie czytelny sygnał prezydentowi Gbagbo, że przegrał wybory i musi ustąpić ze stanowiska. Zaapelował o szybkie i pokojowe rozwiązanie kryzysu, co uznał za niezbędne dla samego kraju oraz całego regionu. Zawieszenie współpracy oznaczało dla Wybrzeża Kości Słoniowej wstrzymanie pożyczek (na sumę 842 mln USD) oraz 21 programów pomocowych. Postawiło pod znakiem zapytania umorzenie części zadłużenia, które uzależnione było od prawidłowego przebiegu procesu wyborczego. Prezydent Alassane Ouattara zaapelował również do Banku Centralnego Państw Afryki Zachodniej o zamrożenie rządowi Ggagbo dostępu do państwowych środków finansowych. Premier Guillaume Soro stwierdził, że wskutek bezskuteczności międzynarodowych sankcji, „jedynym rozwiązaniem” kryzysu pozostaje użycie siły. O wzięcie pod rozwagę zastosowania środków zbrojnych zaapelował do Rady Bezpieczeństwa ONZ, UE i ECOWAS.
23 grudnia 2010 Zgromadzenie Ogólne ONZ uznało oficjalnie jako prezydenta Allasane'a Ouattarę i jednogłośnie zaakceptowało przedstawicieli rekomendowanych przez niego. Nowym ambasadorem Wybrzeża Kości Słoniowej przy ONZ został Youssouf Bamba. Rada Praw Człowieka ONZ (UNHRC) poinformowała, że w wyniku przemocy po wyborach prezydenckich zginęły co najmniej 173 osoby, co najmniej 90 było torturowanych, a co najmniej 471 aresztowanych między 16 a 21 grudnia. Na specjalnym posiedzeniu w Genewie, zwołanym z inicjatywy państw afrykańskich, przyjęła rezolucję potępiającą przemoc w Wybrzeżu Kości Słoniowej, w tym „porwania, wymuszone bądź mimowolnie zniknięcia, arbitralne zatrzymania, pozasądowe, doraźne i arbitralne egzekucje, akty przemocy seksualnej, łamanie prawa do pokojowych zgromadzeń, zabójstwa i akty niszczenia mienia”. Rada wezwała do wszczęcia dochodzenia w tych sprawach i ochrony cywilów. Państwa Afryki zaapelowały do iworyjskich mediów o powstrzymanie się od podżegania do przemocy i sponsorowania przemówień wzywających do nienawiści. Łamanie praw człowieka w Wybrzeżu Kości Słoniowej skrytykowała także pozarządowa organizacja Amnesty International, która potępiła zabójstwa, bezprawne aresztowania i wymuszone zniknięcia, przemoc przeciwko kobietom, podżeganie do przemocy, ataki na miejsca pracy i nieudzielenie pomocy medycznej w czasie protestów w Abidżanie.
23 grudnia 2010 Bank Centralny Państw Afryki Zachodniej (BCEAO) oraz Zachodnioafrykańska Unia Walutowa i Gospodarcza (West African Economic and Monetary Union, UEMOA) zablokowały dostęp do aktywów finansowych Wybrzeża Kości Słoniowej przedstawicielom prezydenta Gbagbo, uznając za prawomocnego prezydenta Alassane'a Ouattarę. Instytucje zadecydowały, że tylko przedstawiciele mianowani przez „legalny rząd” zyskają dostęp do państwowych depozytów i będą reprezentować kraj w obu instytucjach. UEMOA nakazała zastosowanie identycznych środków wszystkim bankom w regionie. Zdaniem komentatorów prasowych odcięcie rządu Laurenta Gbagbo od zagranicznych funduszy państwowych mogło utrudnić mu wypłatę pensji urzędnikom administracji państwowej i wojsku, którego poparcie posiadał. Prezydent Ggagbo uznał decyzję BCEAO i UEMOA za nielegalną.

## Groźba użycia siły przez ECOWAS
24 grudnia 2010 na szczycie ECOWAS w Abudży afrykańscy przywódcy zażądali od Laurenta Gbagbo ustąpienia z urzędu prezydenta, grożąc w przeciwnym razie „podjęciem innych środków, w tym uzasadnionej siły”. Zapowiedzieli wysłanie w tym celu specjalnej misji do prezydenta Gbagbo. W przypadku odmowy zaplanowali zwołanie posiedzenia ministrów obrony w celu opracowania planów użycia siły wojskowej. Rząd Gbagbo uznał decyzję ECOWAS za „niesprawiedliwą”.
Część ekspertów i komentatorów podkreślało jednakże, że przeprowadzenie interwencji wojskowej byłoby trudne, o ile nie niemożliwe, a sama groźba jej użycia siły stanowiła element gry dyplomatycznej. Zorganizowanie skutecznej interwencji utrudniały zarówno czynniki techniczne, jak i polityczne. W latach 90. XX w. ECOWAS wysyłała już wojska w ramach misji ECOMOG (Economic Community Monitoring Group) do ogarniętych wojną domową Liberii i Sierra Leone, państw zdecydowanie mniejszych od Wybrzeża Kości Słoniowej. Jednak wówczas inicjatywa i zgoda pochodziły ze strony rządów tych krajów, potrzebujących pomocy w walce z rebeliantami. Rządy te kontrolowały ośrodki stołeczne i strategiczne punkty, jak porty i lotniska, co umożliwiało sprawną logistykę. Dodatkowo w działaniach wojennych misja ECOMOG była wspierana przez siły ONZ, brytyjskie i amerykańskie. Komentatorzy podkreślali, że siły zbrojne państw regionu nie dysponowały w 2011 wystarczającym wyposażeniem na przeprowadzenie szybkiej i sprawnej logistycznie interwencji, a także nie były odpowiednio przeszkolone. Ich zdaniem najbliżej spełnienia światowych standardów były wojska Nigerii, Senegalu i Ghany, których stanowisko miało być kluczowe w planowaniu jakichkolwiek działań. Wysoko oceniali także koszty społeczne i polityczne interwencji, która mogłaby doprowadzić do wybuchy wojny domowej i exodusu zagranicznych imigrantów pochodzących z państw sąsiednich, którzy licznie zamieszkiwali w Wybrzeżu Kości Słoniowej. Ewentualne działania wojskowe musiałyby toczyć się także na terenach zurbanizowanych, co mogłoby spowodować dużą liczbę ofiar. Po stronie prezydenta Gbagbo pozostawała 18–tysięczna armia, a także deklarujący gotowość do walk jego zwolennicy. Według komentarzy odrębną kwestią była rzeczywista wola użycia siły przez afrykańskich przywódców, wśród których część, występując w obronie zasad demokratycznych, posiadało kwestionowaną legitymizację do sprawowania władzy. Komentarzy zwracali też uwagę na zbliżające się w kwietniu 2011 wybory powszechne w Nigerii, determinujące w dużej mierze działania jej władz państwowych.
25 grudnia 2010 UNHCR poinformował, że granicę z Liberią przekroczyło już ok. 14 tys. uchodźców, głównie kobiet i dzieci z zachodnich regionów Wybrzeża Kości Słoniowej, będących w większości zwolennikami Alassane'a Ouattary. UNHCR podał do wiadomości, że migracja wciąż trwała i ostrzegł przed rosnącymi potrzebami humanitarnymi uchodźców. Prezydent Ouattara wezwał iworyjskie wojsko do ochrony cywilów przed atakami „bojówek i zagranicznych najemników, którzy rozlewają iworyjską krew”. W Święto Bożego Narodzenia o „trwały pokój i rzeczywisty postęp” w Wybrzeżu Kości Słoniowej zaapelował papież Benedykt XVI. Rzecznik rządu Gbagbo ostrzegł, że zewnętrzna interwencja wojskowa mogłaby wywołać nową wojnę domową. Podkreślił, że Wybrzeże Kości Słoniowej jest „krajem imigrantów”, a wojna mogłaby spowodować ich exodus i falę migracji do państw ościennych.
26 grudnia 2010 władze Szwajcarii, na prośbę rządu Ouattary, unieruchomiły na lotnisku Bazylea-Miluza-Fryburg samolot należący do Laurenta Gbagbo. Tego dnia rząd prezydenta Ouattary wezwał mieszkańców całego kraju do strajku generalnego w dniu następnym w celu zmuszenia Laurenta Gbagbo do rezygnacji z urzędu. Pomimo apelu, większość mieszkańców Abidżanu stawiła się jednak 27 grudnia w swoim miejscu pracy. Efekty strajku pozostały bardzo ograniczone, choć były większe w miastach na północy kraju. Rząd Ouattary wezwał jeszcze do kontynuacji strajku 28 grudnia, lecz i ten apel spotkał się z niewielkim odzewem wśród obywateli.

## Wysiłki mediacyjne ECOWAS
| Przebieg głównych wydarzeń | Przebieg głównych wydarzeń |
| -------------------------- | --- |
| 28 listopada 2010          | Druga tura wyborów prezydenckich w WKS                                                                                                 |
| 2 grudnia                  | Ogłoszenie wyników wyborów przez komisję wyborczą, wygrana Alassane'a Ouattary                                                         |
| 3 grudnia                  | Ogłoszenie wyników wyborów przez Radę Konstytucyjną, wygrana Laurenta Gbagbo                                                           |
| 4 grudnia                  | Równoczesne zaprzysiężenia prezydentów Gbagbo i Ouattary, mianowanie Guillaume’a Soro na stanowisko premiera przez Ouattarę            |
| 5 grudnia                  | Mianowanie Gilberta Marie N’gbo Aké na stanowisko premiera przez prezydenta Gbagbo, misja mediacyjna Thabo Mbekiego w WKS              |
| 7 grudnia                  | Zawieszenie członkostwa WKS w ECOWAS                                                                                                   |
| 8 grudnia                  | Uznanie przez RB ONZ Alassane'a Ouattary za zwycięzcę wyborów                                                                          |
| 9 grudnia                  | Zawieszenie członkostwa WKS w UA |
| 13 grudnia                 | Początek blokady Hotelu Golf przez wojska wierne Gbagbo                                                                                |
| 16 grudnia                 | Demonstracje zwolenników Ouattary w Abidżanie, śmierć co najmniej 20 osób                                                              |
| 18 grudnia                 | Żądanie prezydenta Gbagbo dotyczące opuszczenia WKS przez zagraniczne wojska                                                           |
| 20 grudnia                 | Sankcje wizowe nałożone na prezydenta Gbagbo przez UE, przedłużenie o pół roku mandatu wojsk ONZ przez RB ONZ                          |
| 21 grudnia                 | Sankcje wizowe wobec Gbagbo nałożone przez USA                                                                                         |
| 22 grudnia                 | Zawieszenie współpracy z WKS przez Bank Światowy                                                                                       |
| 23 grudnia                 | Zablokowanie dostępu do aktywów finansowych dla rządu Gabgbo przez BCEAO                                                               |
| 24 grudnia                 | Groźba użycia przez ECOWAS siły zbrojnej wobec prezydenta Gbagbo                                                                       |
| 27 grudnia                 | Strajk generalny ogłoszony przez obóz Ouattary                                                                                         |
| 28 grudnia                 | Pierwsza mediacja ECOWAS (prezydentów Beninu, Sierra Leone i Republiki Zielonego Przylądka) w WKS                                      |
| 31 grudnia                 | Doniesienia o dwóch masowych grobach w WKS                                                                                             |
| 3 stycznia 2011            | Druga mediacja ECOWAS (trzech prezydentów) i UA (premiera Kenii) w WKS                                                                 |
| 4 stycznia                 | Niespełniona deklaracja Gbagbo o zakończeniu blokady Hotelu Golf                                                                       |
| 4–6 stycznia               | Zamieszki o podłożu etnicznym w Duékoué, śmierć co najmniej 14 osób                                                                    |
| 6 stycznia                 | Zamrożenie aktywów finansowych prezydenta Gbagbo przez USA                                                                             |
| 11–12 stycznia             | Starcia w Abidżanie między zwolennikami Ouattary a iworyjskim wojskiem, śmierć co najmniej 11 osób                                     |
| 13 stycznia                | Doniesienia ONZ o odkryciu trzeciego masowego grobu                                                                                    |
| 15 stycznia                | Zamrożenie aktywów finansowych prezydenta Gbagbo, jego współpracowników i części przedsiębiorstw państwowych przez UE                  |
| 17–19 stycznia             | Misja mediacyjna premiera Kenii w WKS                                                                                                  |
| 18 stycznia                | Opracowanie przez szefów sztabów państw ECOWAS planu interwencji zbrojnej w WKS                                                        |
| 19 stycznia                | Rezolucja RB ONZ zwiększająca o 2 tys. żołnierzy misję UNOCI                                                                           |
| 22 stycznia                | Ogłoszenie przez Ouattarę embarga na eksport kakao                                                                                     |
| 25 stycznia                | Opanowanie przez siły Gbagbo placówki BCAEO w Abidżanie                                                                                |
| 28 stycznia                | Powołanie przez UA panelu 5 szefów państw                                                                                              |
| 1 lutego                   | Niewykupienie przez WKS państwowych obligacji w planowym terminie                                                                      |
| 14 lutego                  | Wstrzymanie działalności przez pierwsze dwa banki komercyjne                                                                           |
| 16 lutego                  | Zawieszenie funkcjonowania giełdy |
| 17 lutego                  | Dekret prezydenta Gbagbo o nacjonalizacji zamkniętych banków                                                                           |
| 19 lutego                  | Nowa fala protestów i starć w Abidżanie                                                                                                |
| 21–23 lutego               | Nieudana misja panelu UA w WKS |
| 24 lutego                  | Początek ofensywy Nowych Sił na zachodzie kraju – początek wojny domowej                                                               |
| 27–29 marca                | Masakra cywilów w mieście Duékoué |
| 31 marca                   | Wkroczenie wojsk wiernych Ouattarze do Abidżanu, początek walk o miasto                                                                |
| 4 kwietnia                 | Początek ostrzału przez wojska ONZ obiektów naziemnych wykorzystywanych przez wojska Gbagbo                                            |
| 6 kwietnia                 | Początek oblężenia i ataku na siedzibę Gbagbo                                                                                          |
| 11 kwietnia                | Pojmanie prezydenta Laurenta Gbagbo |
| 4 maja                     | Ostatecznie opanowanie Abidżanu przez siły wierne Ouattarze                                                                            |
| 6 maja                     | Oficjalne zaprzysiężenie prezydenta Alassane'a Ouattary                                                                                |
| 16 sierpnia                | Postawienie pierwszych zarzutów prezydentowi Gbagbo                                                                                    |
| 28 września                | Rozpoczęcie działania przez Komisję Dialogu, Prawdy i Pojednania                                                                       |
| 3 października             | Wszczęcie przez Międzynarodowy Trybunał Karny (MTK) dochodzenia przygotowawczego w sprawie przestępstw popełnionych w czasie konfliktu |
| 23 listopada               | Wydanie przez MTK nakazu aresztowania wobec Laurenta Gbagbo pod zarzutem popełnienia zbrodni przeciwko ludzkości                       |
| 28 listopada               | Aresztowanie Gbagbo i przewiezienie do centrum osadzenia MTK w Hadze                                                                   |
| 5 grudnia                  | Pierwsze posiedzenie MTK w sprawie Laurenta Gbagbo                                                                                     |
| 11 grudnia                 | Wybory parlamentarne w WKS, wygrane przez koalicję wyborczą prezydenta Ouattary                                                        |

25 grudnia 2010 minister spraw zagranicznych Beninu zapowiedział na 28 grudnia 2010 wizytę w Abidżanie delegacji ECOWAS złożonej z prezydentów Beninu, Sierra Leone i Republiki Zielonego Przylądka w celu przekazania Laurentowi Gbagbo ustaleń ze szczytu w Abudży. Minister spraw wewnętrznych rządu Gbagbo oznajmił w odpowiedzi, że prezydent „przywita trzy głowy państwa jako braci i przyjaciół i wysłucha wiadomości, jaką muszą przekazać”.
27 grudnia 2010 Unia Afrykańska mianowała premiera Kenii, Railę Odingę, specjalnym przedstawicielem ds. rozwiązania kryzysu w Wybrzeżu Kości Słoniowej. Premier Odinga za swój cel wyznaczył sobie przekonanie prezydenta Gbagbo do „zaakceptowania woli narodu”. Postanowił jednak poczekać na wyniki misji ECOWAS.
28 grudnia 2010 z misją, określaną przez komentatorów jako „ostatnia szansa Gbagbo na pokojowe odejście”, przybyła do Abidżanu zgodnie z zapowiedzią delegacja państw ECOWAS na czele z prezydentami Beninu – Yayim Bonim, Sierra Leone – Ernestem Bai Koromą i Republiki Zielonego Przylądka – Pedro Piresem. Spotkali się oni najpierw z szefem misji ONZ Youngiem Jin-Choi'em, a następnie z prezydentem Laurentem Gbagbo w jego rezydencji. Według rzecznika rządu Sierra Leone, szefowie państw mieli zaoferować mu odejście z urzędu na dogodnych warunkach i bez upokorzenia. Prezydent Boni powiedział po rozmowach, że przebiegły one „dobrze”. Prezydenci przekazali Gbagbo, iż jeśli nie wyrzeknie się władzy, może zostać do tego zmuszony środkami siłowymi. Prezydent Gbagbo, według przedstawiciela jego rządu, odpowiedział, że jest „demokratycznie wybranym” prezydentem. Po spotkaniu delegacja udała się do Hotelu Golf, w którym przebywał prezydent Ouattara i premier Soro. Po zakończeniu rozmów wysłannicy ECOWAS złożyli raport przewodniczącemu organizacji, prezydentowi Nigerii Goodluckowi Jonathanowi. Zapowiedzieli też swój powrót do Wybrzeża Kości Słoniowej w późniejszym terminie. Rząd Gbagbo zapowiedział natomiast zerwanie stosunków dyplomatycznych z każdym państwem uznającym przedstawicieli dyplomatycznych rządu Ouattary.
28 grudnia UNHCR poinformował, że liczba iworyjskich uchodźców w Liberii zbliżyła się do poziomu 20 tysięcy. W Abidżanie doszło tego dnia do ataku na konwój wojsk ONZ. Jeden z samochodów misji został podpalony, a jeden z żołnierzy został ranny maczetą w ramię. W mieście doszło również do wystąpień zwolenników Ouattary, którzy zostali rozpędzeni przez policję. Zastępca sekretarza generalnego ONZ ds. misji pokojowych Alain Le Roy oskarżył publiczną telewizję RTI o podżeganie do przemocy przeciwko siłom międzynarodowym i obarczył pośrednią odpowiedzialnością za atak na konwój wojskowy. 29 grudnia 2010 Unia Europejska poinformowała natomiast o uznawaniu przez wszystkie państwa członkowskie wyłącznie przedstawicieli dyplomatycznych mianowanych przez prezydenta Ouattarę. Zapowiedziała również rozszerzenie sankcji wizowych z 19 na 61 osób będących bliskimi współpracownikami Laurenta Gbagbo.
29 grudnia 2010 prezydent Nigerii Goodluck Jonathan, po spotkaniu z prezydentami Beninu, Sierra Leona i Republiki Zielonego Przylądka zapowiedział, że udadzą się oni ponownie do Wybrzeża Kości Słoniowej 3 stycznia 2011. Poinformował, że wynik tej mediacji zadecyduje o podjęciu dalszych decyzji. Podkreślił przy tym rolę dialogu jako środka rozwiązywania sporów.
Tego samego dnia rząd Gambii, jednego z państw członkowskich ECOWAS, stwierdził natomiast, że nie popiera użycia siły w celu rozwiązania kryzysu wokół wyników wyborów w Wybrzeżu Kości Słoniowej i uważa je za „ingerowanie w sprawy w wewnętrzne sprawy państwa-członka, które jest nielegalne w świetle zarówno Karty ECOWAS, jak i Karty UA”. Innym z państw, które poparło Laurenta Gbagbo była Angola. Ambasador tego kraju jako jedyny z Afryki był obecny na ceremonii zaprzysiężenia prezydenta Gbagbo, a kilka dni później prezydent Angoli José Eduardo dos Santos przyjął w Luandzie jego wysłannika. Władze Angoli zaprzeczyły udziałowi wojsk najemnych z tego kraju w aktach przemocy w Wybrzeżu Kości Słoniowej, co zarzuciła im ONZ, uznając to za „kampanię oszczerstw”. 26 grudnia 2010 prezydent dos Santos opowiedział się za „pokojowym i kompromisowym rozwiązaniem” kryzysu. Skrytykował działania podejmowane przez społeczność międzynarodową i uznał, że „nieuchronnie prowadzą one Wybrzeże Kości Słoniowej do wojny”. Oskarżył zagraniczne siły o ingerencję w sprawy kontynentu oraz „podburzenia państw regionu do wojny”.

## Doniesienia o łamaniu praw człowieka
29 grudnia 2010 Youssouf Bamba, mianowany przez prezydenta Ouattarę ambasador Wybrzeża Kości Słoniowej przy ONZ, zaapelował do organizacji o „bycie wiarygodną” i podjęcie działań w kierunku powstrzymania przemocy. Stwierdził, że kraj znajduje się „o krok od ludobójstwa”, informując o „masowym łamaniu praw człowieka” oraz przypadkach znakowania domów zwolenników Ouattary przez siły wierne Gbagbo. Minister ds. młodzieży w rządzie Gbagbo i lider bojówek „Młodzi Patrioci”, Charles Ble Goude, wezwał jego zwolenników do szturmu na Hotel Golf, siedzibę prezydenta Ouattary, w dniu 1 stycznia 2011. Apel ten potępił sekretarz generalny ONZ Ban Ki-moon, który stwierdził, że mógłby on sprowokować powszechną przemoc i wzniecić na nowo wojnę domową. Wezwał wszystkich rozważających swój udział w planowanej akcji do powstrzymania się od niej, określając ją mianem „niebezpieczniej i nieodpowiedzialnej”. Ostrzegł, że w przypadku ataku wojsko ONZ użyje wszystkich dostępnych mu środków, a sprawcy mogą zostać pociągnięci do odpowiedzialności karnej.
31 grudnia 2010 Wysoki Komisarz Narodów Zjednoczonych do spraw Praw Człowieka Navanethem Pillay w liście napisanym do prezydenta Gbagbo ostrzegła go i grono jego współpracowników przed odpowiedzialnością za łamanie praw człowieka wynikające z ich działań bądź zaniechań zgodnie międzynarodowym prawem humanitarnym i prawami człowieka. ONZ poinformowała również o uzyskaniu raportów mówiących o istnieniu dwóch masowych grobów ulokowanych w pobliżu Abidżanu oraz w centrum kraju, w okolicy miasta Gagnoa. Jej przedstawiciele nie zostali dopuszczeni do domniemanego miejsca pierwszego z nich przez siły lojalne wobec Gbagbo. Jego rząd zaprzeczył natomiast istnieniu jakichkolwiek masowych grobów. 1 stycznia 2011 prezydent Ouattara zwrócił się do Międzynarodowego Trybunału Karnego (MTK) z prośbą o przysłanie misji w celu zbadania zgłaszanych przypadków naruszeń praw człowieka przez wojsko i bojówki jego konkurenta. Sekretarz generalny ONZ poinstruował natomiast siły pokojowe UNOCI i wezwał je do podejmowania wszelkich wysiłków w celu uzyskania dostępu do obszarów dotkniętych przemocą w celu prewencji i zbierania dowodów naruszeń praw człowieka niezbędnych do pociągnięcia do odpowiedzialności ich sprawców.
Laurent Gbagbo, w orędziu noworocznym do narodu wyemitowanym wieczorem 31 grudnia 2010, ponownie odmówił ustąpienia z urzędu. Zapowiedział, że „pozostanie w miejscu, w którym umieścili go obywatele dzięki swoim głosom”. Oskarżył również zagraniczne siły o „próbę zamachu stanu pod sztandarem społeczności międzynarodowej” poprzez wspieranie jego rywala. Wcześniej oskarżył Francję o mobilizowanie społeczności międzynarodowej przeciwko jego osobie. Wyraził także wątpliwość czy jego odejście z urzędu byłoby gwarancją stabilizacji kraju.
31 grudnia 2010 minister spraw zagranicznych Wielkiej Brytanii William Hague ogłosił, iż jego kraj gotów jest udzielić poparcia w ONZ na użycie sił zbrojnych przeciwko prezydentowi Gbagbo, w przypadku zwrócenia się krajów afrykańskich o jej usankcjonowanie. Zastrzegł jednak, że nie oznacza to zgody na udział brytyjskiego wojska w interwencji. Wielka Brytania uznała także ambasadora mianowanego przez prezydenta Ouattarę. Wcześniej również Francja oznajmiła, że jej wojska stacjonujące w Wybrzeżu Kości Słoniowej nie wezmą udziału w takiej operacji.

## Skutki gospodarcze i społeczne
Przeciągający się kryzys polityczny miał negatywne skutki dla gospodarki Wybrzeża Kości Słoniowej i utrudnił życie mieszkańcom kraju. Obawa o bezpieczeństwo, okresowe obowiązywanie czas stanu wyjątkowego i godziny policyjnej, uniemożliwiały części obywateli normalne funkcjonowanie, podróżowanie, pracę, prowadzenie działalności. Część przedsiębiorstw czy sklepów pozostawała zamknięta lub funkcjonowała nieregularnie. Wskutek przestojów w produkcji i logistyce, w miastach wystąpiły trudności w zakupie żywności, co doprowadziło do wzrostu ich cen. W grudniu 2010 ceny wołowiny wzrosły o 25%, a ziemniaków o 60%, zdrożały także inne artykuły spożywcze, jak mleko, olej, kukurydza i inne warzywa. Kryzys spowodował spadek dochodów mieszkańców.
Kryzys polityczny i związane z tym problemy braku bezpieczeństwa oraz kłopoty w ciągłości dostaw doprowadziły do zakłóceń funkcjonowania przemysłu kakaowego. Wybrzeże Kości Słoniowej w latach 2009/2010 wytwarzało 34% światowej produkcji tego surowca, będąc jego największym producentem na świecie. W grudniu 2010 cena kakao na światowych rynkach wzrosła o 12,5% w stosunku miesięcznym (spadła jednak w stosunku rocznym). Kryzys nadszarpnął wizerunek państwa na światowych rynkach gospodarczych i finansowych.
Z powodu dwuwładzy w kraju współpracę z Wybrzeżem Kości Słoniowej wstrzymały międzynarodowe instytucje finansowe, jak Międzynarodowy Fundusz Walutowy (MFW) i Bank Światowy. Bank Światowy odpowiadał za umorzenie części zadłużenia zagranicznego Wybrzeża Kości Słoniowej (3 mld z 12,5 mld USD), co jednak uzależniał od prawidłowego przebiegu procesu wyborczego. Zawieszenie współpracy oznaczało również wstrzymanie pożyczek (na sumę 842 mln USD) oraz 21 programów pomocowych.
31 grudnia 2010 rząd Wybrzeża Kości Słoniowej nie dokonał spłaty wymaganej części swojego zadłużenia zagranicznego. W dniu tym mijał termin wykupu części obligacji rządowych „Eurobond” o wartości 30 mln USD (łączna ich wartość wynosiła 2,3 mld USD). Ze względu na dopuszczalną 30-dniową prolongatę ostateczny termin wykupu mijał 1 lutego 2011. 7 stycznia 2011 rząd Gbagbo stwierdził, że państwa i organizacje uznające władzę Ouattary powinny zwrócić się do niego z roszczeniami. 28 stycznia 2011, na kilka dni przed terminem regulacji należności, Ouattara stwierdził, iż nie dysponuje środkami na spłatę zadłużenia, czego mógłby dokonać po uzyskaniu dostępu do wszystkich kont państwowych.
1 lutego 2011, w dniu ustania prolongaty, ani rząd Gbagbo, ani Ouattary nie wykupiły obligacji państwowych, co spowodowało ich dalszy spadek wartości. Szef dyplomacji prezydenta Gbagbo zadeklarował możliwość ich wykupu w przyszłości, nie podając przy tym żadnych wiążących terminów. Przedstawiciel rządu Ouattary stwierdził natomiast, że wykup obligacji byłby możliwy po uzyskaniu dostępu do środków państwowych przez prezydenta Ouattarę. Ostatecznie Wybrzeże Kości Słoniowej nie wykupiło obligacji przed końcem roku 2011, deklarując dokonanie tego w późniejszym czasie.

## Media
Kryzys w Wybrzeżu Kości Słoniowej wpłynął na sytuację mediów w kraju i dostępu obywateli do informacji. Administracja Gbagbo zaraz po wyborach podjęła kroki na rzecz kontroli przepływu informacji. Narodowa Rada Komunikacji Audiowizualnej (CNCA) 2 grudnia 2010, tuż po ogłoszeniu przez komisję wyborczą zwycięstwa Alassane'a Ouattary, zakazała zagranicznym stacjom radiowym i telewizyjnym (w tym rozgłośni radiowej wojsk UNOCI) relacjonowania wydarzeń. Zakłócała również sygnał części nadawców.
Po drugiej turze wyborów zawieszona została możliwość wysyłania wiadomości tekstowych SMS. W publicznej telewizji, będącej głównym medium dla obywateli, emitowane były materiały popierające prezydenta Gbagbo, a krytyczne względem misji UNOCI oraz niektórych zagranicznych rządów, m.in. Francji oraz USA.
Rywalizacja na polu kontroli mediów doprowadziła do przypadków przemocy. 16 grudnia 2010 grupa zwolenników Ouattary próbowała przejąć kontrolę na siedzibą telewizji publicznej RTI (Radiodiffusion-Television Ivoirienne). W wyniku starć ze służbami bezpieczeństwa, które otworzyły ogień do demonstrantów, zginęło wówczas co najmniej 20 osób (według źródeł ONZ, co najmniej 50). W kraju dochodziło do przypadków rewizji redakcji i siedzib rozgłośni radiowych i gazet sprzyjających opozycji oraz zastraszeń, pobić i zatrzymań krajowych dziennikarzy przez służby bezpieczeństwa. Aresztowanych zostało również kilku zagranicznych korespondentów.

## Dalsze próby mediacji ECOWAS i UA
3 stycznia 2011 do Abidżanu przybyła po raz drugi delegacja ECOWAS złożona z prezydentów Beninu (Yayiego Boniego), Sierra Leone (Ernesta Baia Koromy) i Republiki Zielonego Przylądka (Pedro Piresa). Dołączył do nich również wysłannik Unii Afrykańskiej, premier Kenii Raila Odinga. Spotkali się oni z prezydentem Gbagbo, składając mu gwarancję amnestii, bezpieczeństwa i zachowania całego majątku w przypadku rezygnacji z władzy. Według swojego rzecznika, prezydent Gbagbo wykluczył możliwość ustąpienia z urzędu. Premier Odinga określił jednak spotkanie jako „pożyteczne” i zapewnił, że rozmowy są wciąż w toku. Również prezydent Yayi Boni zapowiedział możliwość powrotu do mediacji.
Po spotkaniu z Gbagbo przywódcy udali się do Hotelu Golf, w którym przebywał prezydent Ouattara. Stwierdził on, że środki dialogu i dyplomacji zostały wyczerpane. Podkreślił konieczność użycia przez ECOWAS wszystkich środków jakimi dysponuje, w tym „uzasadnionej siły” w celu umożliwienia mu objęcia urzędu jako „legalnie wybranemu prezydentowi”. W tym samym dniu Stany Zjednoczone zaoferowały prezydentowi Laurentowi Gbagbo „dostojne odejście” i pobyt w tym kraju. Zaznaczyły jednak, że taka możliwość „gwałtownie się zamyka” wraz z rozwojem wydarzeń.
4 stycznia 2011, po powrocie z Wybrzeża Kości Słoniowej, delegacja ECOWAS i UA udała się do Nigerii, gdzie spotkała się z przewodniczącym organizacji, prezydentem Goodluckiem Jonathanem. Prezydent Jonathan przyznał, że sytuacja pozostaje nadal „patowa”. Podkreślił, że rozwiązanie kryzysu wymaga wiele czasu i „międzynarodowej presji”. Jednakże później tego samego dnia przewodniczący Komisji ECOWAS Victor Gbeho poinformował, iż prezydent Gbagbo zgodził się na negocjacje na temat „pokojowego zakończenia kryzysu bez żadnych warunków wstępnych” oraz zobowiązał się do zniesienia blokady Hotelu Golf, siedziby Alassane'a Ouattary. Ouattara natomiast, według jego słów, miał zgodzić się na pokojowe odejście Gbagbo pod warunkiem akceptacji przez niego wyników wyborów ogłoszonych przez komisję wyborczą i potwierdzonych przez ONZ. Informacje te potwierdził także premier Raila Odinga. Gbeho oświadczył jednocześnie, że „opcja wojskowa wciąż pozostaje w grze”, lecz „jeśli istnieje choć pół procent szansy na pokojowe rozwiązanie problemu, to należy to wykorzystać”. Kilka godzin później szef sztabu wyborczego Laurenta Gbagbo, Pascal Affi N'Guessan, oznajmił jednak, iż „zwycięstwo Gbagbo nie podlega negocjacjom” i „ustaliwszy to, można dyskutować o wszystkim bez warunków wstępnych”. Dodał, że prezydent zgodził się złagodzić (a nie znieść) blokadę Hotelu Golf i umożliwić przejazd pojazdów przez punkty kontrolne.
3 stycznia 2011 w zachodniej części Wybrzeża Kości Słoniowej doszło do walk między zwolennikami dwóch prezydentów, w wyniku których zginęły trzy osoby, a wiele zostało rannych. Obóz Ouattary doniósł także o przypadku ataku policji na siedzibę jego partii i śmierci dwóch osób, czego nie potwierdziły jednak służby bezpieczeństwa.
5 stycznia 2011, pomimo deklaracji obozu Gbagbo, blokada Hotelu Golf nie została zniesiona. Ulice prowadzące do niego były wyłączne z ruchu już kilka kilometrów wcześniej. W publicznej telewizji nie ukazała też się żadna informacja na temat zakończenia blokady. Minister spraw zagranicznych w rządzie Gbagbo, Alcide Djédjé, stwierdził tego dnia, że prezydent zgodził się tylko przeanalizować warunki dla zniesienia blokady. Poinformował, że nie zakończy się ona dopóki w hotelu będą przebywać byli rebelianci z Nowych Sił. Powiedział, że „iworyjska armia nie może tolerować przebywania w hotelu 300 ciężko uzbrojonych żołnierzy z dawnej rebelii, stanowiących zagrożenie dla prezydenta Gbagbo, którego rezydencja jest oddalona o 5 minut drogi łodzią”. Prezydent Alassane Ouattara stwierdził, że Laurent Gbagbo nigdy nie dotrzymuje zobowiązań i uznał jego działania za próbę „kupienia czasu w celu sprowadzenia broni, amunicji i najemników”.

## Wybuch nowych starć

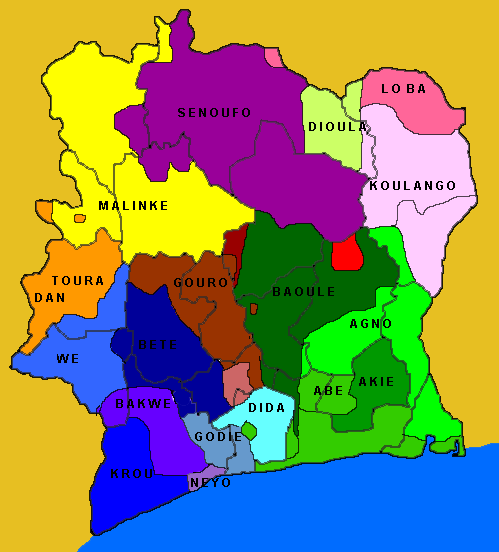
Grupy etniczne w Wybrzeżu Kości Słoniowej

5 stycznia 2011 zastępca sekretarza generalnego ONZ ds. misji pokojowych Alain Le Roy zapowiedział wystąpienie do Rady Bezpieczeństwa ONZ z wnioskiem o zwiększenie kontyngentu sił ONZ w Wybrzeżu Kości Słoniowej o dodatkowe 1–2 tys. żołnierzy. Motywował to koniecznością zaangażowania kilkuset żołnierzy w ochronę Hotelu Golf. UNHCR oświadczył natomiast, że liczba iworyjskich uchodźców w Liberii wzrosła do 22 tysięcy osób. Władze Liberii 6 stycznia 2011 zadecydowały o budowie obozu dla uchodźców w odległości 50 km od granicy z Wybrzeżem Kości Słoniowym. 11 stycznia UNHCR poinformował, że liczba uchodźców przekroczyła 25 tys. osób, a napływ kolejnych oszacował na 600 osób dziennie. Uchodźcy przebywali w 23 przygranicznych miejscowościach. W celu zapewnienia im odpowiednich warunków UNHCR rozpoczął budowę obozu w mieście Bahn przeznaczonego dla 18 tys. osób.
6 stycznia 2011 ONZ poinformowała, że liczba potwierdzonych ofiar przemocy w Wybrzeżu Kości Słoniowej wzrosła do 210 osób, w tym 14 osób zabitych w Duékoué. Organizacja potępiła też blokowanie dostępu jej przedstawicieli do miejsc ogarniętych przemocą. Wyraziła przy tym przypuszczenie, że rzeczywista liczba ofiar pozostaje wyższa. W mieście Duékoué na zachodzie kraju doszło do wybuchu trzydniowych starć międzyetnicznych pomiędzy przedstawicielami grupy Guere popierającą Laurenta Gbagbo a grupą Mandinka (in. Malinke) pochodzącą z północy kraju i popierającą prezydenta Ouattarę. Zamieszki rozpoczęły się od podpalenia minibusa i śmierci przedstawiciela społeczności Mandinka. Przedstawiciel misji UNOCI wyraził obawę przed wzrostem przemocy międzyetnicznej z powodu przeciągającego się kryzysu politycznego. Według dyrektora miejscowego szpitala, w wyniku zamieszek zginęły co najmniej 33 osoby, a 75 zostało rannych. Zdaniem lokalnych przedstawicieli kościoła tysiące osób opuściło swoje domy.
Prezydent Alassane Ouattara wezwał 6 stycznia 2011 przywódców ECOWAS do przeprowadzenia operacji sił specjalnych obejmującej tylko usunięcie Laurenta Gbagbo z urzędu, bez angażowania szerokiego wachlarza sił zbrojnych. Stwierdził, że takie operacje przeprowadzane były już w przeszłości w Afryce oraz Ameryce Łacińskiej i skutkowały pojmaniem niepożądanej osoby. Komentatorzy prasowi podkreślili jednak, że ECOWAS nie dysponuje tak skomplikowanym wyposażeniem i odpowiednio przeszkolonymi jednostkami. Tego samego dnia Stany Zjednoczone zamroziły aktywa finansowe prezydenta Gbagbo, jego żony i trojga współpracowników. Zakazały także obywatelom zawierania z nimi jakichkolwiek porozumień finansowych, co miało przyczynić się do „odizolowania ich od międzynarodowego systemu finansowego”. 6 stycznia 2011 prezydent Gbagbo, w ramach retorsji za uznanie przedstawicieli dyplomatycznych mianowanych przez Ouattarę, wydalił z kraju ambasadorów Wielkiej Brytanii i Kanady. Kraje te nie uznały jednak tej decyzji.
7 stycznia 2011 prezydent Ghany John Atta-Mills wypowiedział się przeciwko potencjalnej interwencji zbrojnej ECOWAS w Wybrzeżu Kości Słoniowej. Stwierdził, że nie rozwiąże ona problemu i ogłosił, że wojska jego kraju nie wezmą w niej udziału. Wyraził przy tym obawy o bezpieczeństwo około miliona Ghańczyków żyjących w Wybrzeżu Kości Słoniowej w przypadku wybuchu walk w tym państwie. Oznajmił jednak, że „Ghana nie opowiada się za żadną ze stron konfliktu i poprze każdy rząd”. Ghana, obok Nigerii i Senegalu, była postrzegana przez komentatorów prasowych jako kluczowe państwo w potencjalnej organizacji interwencji zbrojnej. Rząd Gbagbo określił decyzję Ghany jako „mądrą”. Obóz Ouattary nie wyraził publicznie rozczarowania, stwierdzając bez podawania szczegółów, że istnieją różne „opcje wojskowe”.
8 stycznia 2011 z wizytą do Wybrzeża Kości Słoniowej udał się były prezydent Nigerii Olusẹgun Ọbasanjọ. Celem dwudniowej wizyty było spotkanie z prezydentami Gbagbo i Ouattarą i nakłonienie pierwszego z nich do rezygnacji ze stanowiska. 10 stycznia 2011 obóz Ouattary zaoferował prezydentowi Gbagbo możliwość stworzenia wspólnego rządu w przypadku ustąpienia przez niego z urzędu. Prezydent Gbagbo następnego dnia odrzucił taką ewentualność.

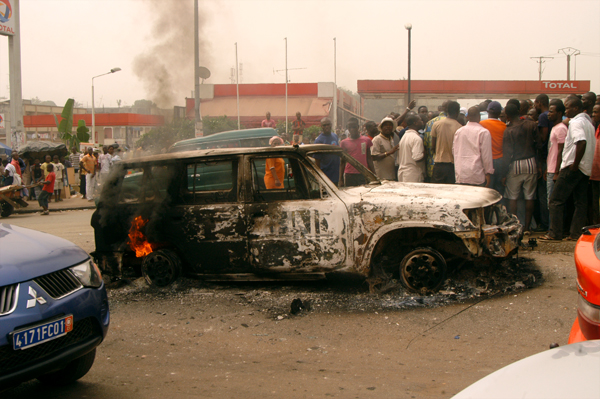
Spalony pojazd wojsk ONZ na ulicach Abidżanu, 13 stycznia 2011

11 stycznia 2011 w Abidżanie doszło do wybuchu nowej fali przemocy, pierwszej od 16 grudnia 2010. W dzielnicy Abobo, zamieszkanej głównie przez zwolenników Ouattary, wskutek starć uzbrojonych cywilów z siłami wiernymi Gbagbo zginęło co najmniej pięć osób (dwóch cywilów oraz trzech policjantów). Do dzielnicy wjechały wojskowe pojazdy opancerzone. Z powodu wymiany ognia między stronami z rejonu wycofały się natomiast wojska ONZ. Starcia trwały także w nocy z 11 na 12 stycznia. W ich wyniku, zdaniem dowództwa armii i ministra spraw wewnętrznych w rządzie Gbagbo, zginęło co najmniej sześć funkcjonariuszy policji, zniszczone zostały także cztery wojskowe pojazdy transportowe i jeden opancerzony. Według obozu Ouattary starcia pochłonęły siedem ofiar śmiertelnych wśród cywilów. Rzecznik Nowych Sił wykluczył udział byłych rebeliantów w wydarzeniach. W dzielnicy Abobo wprowadzona została godzina policyjna. Wskutek ataku na patrol sił pokojowych ONZ 12 stycznia 2011 rannych zostało natomiast trzech żołnierzy. Już wcześniej 10 stycznia 2011 Rada Bezpieczeństwa ONZ potępiła i wezwała do „natychmiastowego wstrzymania wykorzystywania mediów, w tym zwłaszcza telewizji RTI (Radiodiffusion-Television Ivoirienne), do rozpowszechniania fałszywych informacji w celu wszczynania nienawiści i przemocy, m.in. przeciwko ONZ”. Ataki na siły ONZ powtórzyły się także następnego dnia.
11 stycznia 2011 Światowy Fundusz Walki z AIDS, Gruźlicą i Malarią (Global Fund to fight AIDS, Tuberculosis and Malaria, GFATM) zawiesił dotacje dla Wybrzeża Kości Słoniowej i podjął działania na rzecz zabezpieczenia swoich zapasów i środków w tym kraju z powodu sytuacji braku bezpieczeństwa. Fundusz dysponował środkami rzędu 163 mln euro na walkę z epidemiami.
13 stycznia 2011 Wysoki Komisarz Narodów Zjednoczonych do spraw Praw Człowieka Navanethem Pillay poinformowała, iż jej urząd otrzymał raporty o odkryciu kolejnego, już trzeciego z kolei, masowego grobu, ulokowanego w pobliżu miasta Daloa. Dostęp do miejsca został jednak zablokowany przez iworyjskie wojsko. 14 stycznia 2011 ONZ oświadczyła, że w wyniku przemocy w Wybrzeżu Kości Słoniowej, począwszy od zakończenia wyborów prezydenckich, zginęło co najmniej 247 osób, a 49 zostało uznanych za zaginionych.

## Mediacja UA i działania ECOWAS
14 stycznia 2011 Rada Unii Europejskiej rozszerzyła sankcje wizowe i objęła nimi w sumie 84 współpracowników prezydenta Gbagbo. Dodatkowo zamroziła dostęp do ich aktywów finansowych na terenie swoich państw członkowskich. Zamrożenia aktywów objęło także część przedsiębiorstw i instytucji państwowych, w tym porty, rafinerię, banki i telewizję publiczną RTI. UE uznała, że telewizja ta jest odpowiedzialna za „podsycanie nienawiści i przemocy poprzez uczestnictwo w kampaniach dezinformacyjnych”. W rezultacie nałożenia sankcji europejskie statki handlowe zaprzestały również dokonywania transakcji w iworyjskich portach. 19 stycznia 2011 decyzję o zablokowaniu środków finansowych Laurenta Gbagbo ze skutkiem natychmiastowym podjęły władze Szwajcarii.

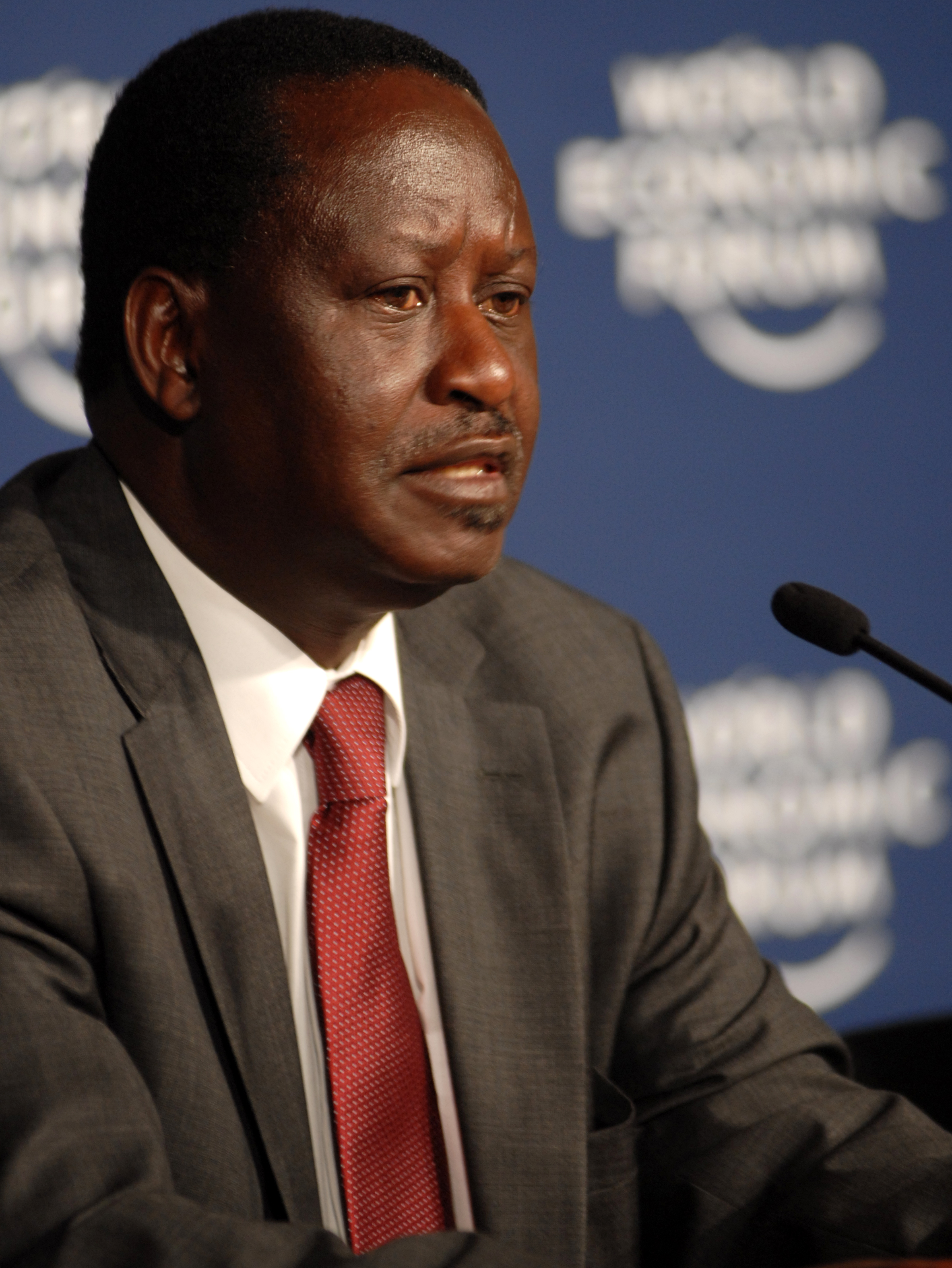
Wysłannik Unii Afrykańskiej, premier Kenii Raila Odinga

17 stycznia 2011 do Abidżanu przybył po raz drugi z misją mediacyjną wysłannik UA, kenijski premier Raila Odinga. Przeprowadził rozmowy z dwiema stronami konfliktu. Jego misja zakończyła się niepowodzeniem. 19 stycznia 2011 opuścił Wybrzeże Kości Słoniowej. Odpowiedzialnością za porażkę obarczył prezydenta Gbagbo z powodu odrzucenia przez niego warunków prowadzenia dalszych rozmów, które obejmowały odstąpienie od blokady Hotelu Golf oraz negocjacje na temat jego statusu jako prezydenta kraju. Premier Odinga oświadczył, że czas na prowadzenie dalszych negocjacji dobiega końca, a ECOWAS może być zmuszona do podjęcia innych środków, w tym dodatkowych sankcji finansowych oraz użycia siły zbrojnej. Rząd Gbagbo zakomunikował, że mediacja premiera Odingi zakończyła się niepowodzeniem z powodu jego stronniczej postawy i nie uznaje go już dłużej za mediatora UA.
18 stycznia 2011 w Bamako odbyło się spotkanie szefów sztabów armii państw ECOWAS w celu wypracowania ostatecznego planu ewentualnego użycia siły zbrojnej przeciwko prezydentowi Laurenowi Gbagbo. Rozmowy toczyły się w oparciu o projekt planu z grudnia 2010, który przewidywał interwencję wojskową z użyciem wojsk lądowych i helikopterów pod przewodnictwem Nigerii. Oprócz niej w akcji miałyby wziąć udział żołnierze z Beninu, Burkiny Faso, Senegalu, Sierra Leone, Liberii, Mali i Togo. Po zakończeniu spotkania nigeryjski generał Olusegun Petinrin poinformował, że wojska krajów członkowskich ECOWAS są przygotowane do interwencji i czekają na instrukcje ze strony szefów państw.
19 stycznia 2011 Rada Bezpieczeństwa ONZ przyjęła jednogłośnie, po początkowych obiekcjach ze strony Rosji, rezolucję zwiększającą liczebność wojsk misji pokojowej UNOCI o dodatkowe 2 tys. żołnierzy (ze stanu 9,8 tys. osób). Rezolucja wyrażała „głębokie zaniepokojenie trwającą przemocą i przypadkami łamania praw człowieka”, w tym atakami przeciwko siłom ONZ i cywilom.
Po zakończeniu mediacji w Wybrzeżu Kości Słoniowej premier Odinga udał się jeszcze tego samego dnia na rozmowy do Ghany, Burkina Faso oraz Mali. Prezydent Ghany John Atta-Mills potwierdził, że wojska jego kraju nie wezmą udziału w ewentualnej interwencji zbrojnej państw ECOWAS, jednak Ghana poprze użycie siły jako ostateczny środek rozwiązania kryzysu. 20 stycznia 2011 Odinga odbył spotkanie z prezydentem Angoli oraz prezydentem RPA. Prezydent RPA Jacob Zuma stwierdził niejednoznacznie, że w wynikach wyborów prezydenckich w Wybrzeżu Kości Słoniowej wystąpiły „rozbieżności” i sprzeciwił się wysyłaniu prezydenta Gbagbo na emigrację.
21 stycznia 2011 biuro UNHCR poinformowało, że w wyniku przemocy w Wybrzeżu Kości Słoniowej do sąsiedniej Liberii uciekło ok. 30 tys. uchodźców, a do Gwinei około 340. Zaapelowało też do państw na całym świecie o zaprzestanie odsyłania do ojczyzny iworyjskich obywateli starających się o azyl, z powodu niestabilności politycznej i naruszeń praw człowieka w tym państwie. ONZ poinformowała natomiast, że liczba ofiar śmiertelnych konfliktu wyniosła co najmniej 260 osób.

## Utworzenie panelu szefów państw UA
25 stycznia 2011 do Abidżanu przybył przewodniczący UA, prezydent Malawi Bingu wa Mutharika. Wizyta miała na celu rozmowy z dwiema stronami sporu przed rozpoczynającym się w szczytem UA w Etiopii, na którym jej członkowie mieli wypracować wspólne stanowisko w sprawie kryzysu. Jednocześnie prezydent Ugandy Yoweri Museveni odciął się od wcześniejszego stanowiska tej organizacji, uznającego za prawowitego prezydenta Alassane Ouattarę. Wyraził pogląd, że proces wyborczy powinien być raz jeszcze dokładnie zbadany, w tym rejestracja wyborców, przed ogłaszaniem zwycięstwa którejkolwiek ze stron. 26 stycznia 2011 delegacja państw ECOWAS udała się do Stanów Zjednoczonych na spotkanie z prezydentem Barackiem Obamą i sekretarzem generalnym ONZ Ban Ki-moonem w celu oceny i uzyskania poparcia dla ewentualnego użycia siły wobec Laurenta Gbagbo.
28 stycznia 2011 na rozpoczynającym się szczycie Unii Afrykańskiej (UA) w Addis Abebie państwa członkowskie podjęły decyzję o utworzeniu specjalnego panelu złożonego z pięciu szefów państw Afryki pochodzących z jej różnych regionów w celu wypracowania pokojowego rozwiązania kryzysu w Wybrzeżu Kości Słoniowej w przeciągu miesiąca. UA wezwała Gbagbo do natychmiastowego zakończenia oblężenia Hotelu Golf i raz jeszcze uznała Ouattarę za legalnego prezydenta. Premier Odinga stwierdził, że obie strony muszą podjąć bezpośrednie rozmowy. Przewodniczący Komisji UA Jean Ping uzasadniał, że na decyzję UA miała wpływ różnica zdań co do sposobu zakończenia kryzysu wśród członków organizacji i opór części przeciwko użyciu siły zbrojnej. Wskazywał również na problemy z uzyskaniem poparcia Rady Bezpieczeństwa ONZ dla zastosowania tego środka z powodu możliwego weta ze strony Rosji lub Chin. Podjęcie na nowo negocjacji, zdaniem części afrykańskich polityków, miało na celu wypracowanie formy podziału władzy między dwoma obozami i stanowiło zmianę strategii UA, która wcześniej wykluczała taki scenariusz. 29 stycznia 2011 sekretarz generalny OZN Ban Ki-moon zaapelował do afrykańskich przywódców o zachowanie wspólnego stanowiska wobec kryzysu w Wybrzeżu Kości Słoniowej.
31 stycznia 2011 ogłoszony został skład panelu szefów państw UA, w którym znaleźli się prezydenci Burkina Faso – Blaise Compaoré, Czadu – Idriss Déby, Mauretanii – Muhammad uld Abd al-Aziz, RPA – Jacob Zuma oraz Tanzanii – Jakaya Kikwete. Panel zapowiedział wysłanie do Wybrzeża Kości Słoniowej misji przygotowawczej, a następnie odbycie kolejnej podróży w celu przedstawienia dwóm stronom drogi wyjścia z kryzysu.
2 lutego 2011 Rada UE, pod zarzutem finansowania nielegalnej administracji prezydenta Gbagbo, nałożyła sankcje wizowe i ekonomiczne (zamrożenie aktywów finansowych) na dwie placówki bankowe (Savings Bank of Cote d'Ivoire oraz Housing Bank of Cote d'Ivoire) oraz na kolejne sześć osób prywatnych, w tym na byłego szefa Banku Centralnego Państw Afryki Zachodniej Philippe’a Henriego Dacoury-Tableya. 5 lutego 2011 kilka tysięcy członków organizacji młodzieżowej „Młodzi Patrioci”, popierającej Laurenta Gbagbo, protestowało przeciwko obecności prezydenta Burkina Faso Blaise’a Compaoré w panelu szefów państw UA, zarzucając mu stronniczość i wspieranie Nowych Sił w czasie wojny domowej z lat 2002–2007.

## Spór o uzyskanie dostępu do środków państwowych
14 stycznia 2011 obóz prezydenta Ouattary poskarżył się, iż pomimo nałożonych sankcji, BCEAO dalej wypłaca środki finansowe rządowi Laurenta Gbagbo. W okresie od 24 grudnia 2010 do 12 stycznia 2011 z konta wycofanych zostało od 80 mld do 100 mld franków CFA (160–200 mln USD). W konsekwencji, 22 stycznia 2011 państwa członkowskie BCEAO usunęły ze stanowiska gubernatora banku Philippe’a Henriego Dacoury-Tableya, pochodzącego z Wybrzeża Kości Słoniowej zwolennika prezydenta Gbagbo. Obóz prezydenta skrytykował i odrzucił tę decyzję. Rzecznik Laurenta Gbagbo stwierdził, że sankcje ekonomiczne nie wpłyną na stabilność finansową jego rządu, gdyż czerpie on wpływy z podatków i eksportu, a także może utrzymywać stosunki handlowe z państwami partnerskimi z Azji, Ameryki Łacińskiej i Afryki. Perspektywę interwencji zbrojnej ECOWAS uznał za nierealną. W odpowiedzi na zmianę na stanowisku gubernatora BCEAO, 25 stycznia 2011 oddziały wierne Gbagbo otoczyły i przejęły kontrolę nad placówką BCEAO w Abidżanie. W konsekwencji siłowego zdobycia placówki banku centralnego przez siły lojalne Gbagbo, zawiesił on wszelkie swoje transakcje. W kolejnych tygodniach spowodowało to wstrzymanie wykonywania wielu operacji bankowych w całym kraju i uniemożliwiło dostęp do środków finansowych rzeszy przedsiębiorców i obywateli.
22 stycznia 2011 prezydent Alassane Ouattara wezwał do nałożenia miesięcznego embarga na eksport iworyjskiego kakao i kawy. Apel Ouattary spotkał się z częściowym odzewem. 25 stycznia 2011 sześć dużych spółek handlowych (m.in. amerykański Cargill) wstrzymało eksport kakao z Wybrzeża Kości Słoniowej, a ceny tego surowca na światowych rynkach wzrosły o ok. 4%. W kolejnym tygodniu żadna z 40 tys. ton kakao przywiezionych do iworyjskich portów nie została zarejestrowana na eksport. Sytuacja taka utrzymywała się także w lutym.
9 lutego 2011 jednostki paramilitarne wkroczyły na krótko w poszukiwaniu środków finansowych do siedziby Regionalnej Giełdy Papierów Wartościowych w Abidżanie (BRMV), obsługującej osiem państw Afryki Zachodniej, w wyniku czego giełda ta zawiesiła na jeden dzień swoje funkcjonowanie. 16 lutego 2011 giełda z powodu braku bezpieczeństwa wstrzymała swoje obrady do odwołania.
14 lutego 2011 Alassane Ouattara zapowiedział bezterminowe przedłużenie embarga na eksport kakao w przypadku dalszej odmowy ze strony prezydenta Gbagbo na rezygnację ze stanowiska. Tego samego dnia dwa międzynarodowe banki działające w Wybrzeżu Kości Słoniowej, BNP Paribas (drugi co wielkości bank działający w tym kraju) i Citibank, zawiesiły swoją działalność z powodu braku bezpieczeństwa. Decyzje te potępili członkowie rządu Gbagbo, oskarżając placówki o naruszenie prawa bankowego. 15 lutego około tysiąca plantatorów kakao protestowało w Abidżanie przeciwko embargu na eksport tego surowca, obawiając się kryzysu w tym sektorze gospodarki. Protesty powtórzyły się 17 lutego 2011, gdy plantatorzy spalili przed placówką Unii Europejskiej worki z ziarnem kakao.
16 lutego 2011 działalność wstrzymały dwa kolejne banki, nigeryjski Access Bank oraz Standard Chartered Bank. Wiele działających wciąż placówek wprowadziło dzienne limity wypłaty gotówki, a większość bankomatów w kraju pozostawała nieczynna. W konsekwencji część mieszkańców, w obawie o bezpieczeństwo swoich środków finansowych, masowo przystąpiło do wypłacania zgromadzonych funduszy, powodując jeszcze większe problemy z płynnością finansową na rynku bankowym. Rząd Gbagbo zagroził bankom zawieszającym swoją działalność pozwaniem ich do sądu za naruszenia przepisów prawa bankowego.
17 lutego 2011 działalność wstrzymał największy bank w kraju, Société Générale, co wyjaśniał problemami z zapewnieniem płynności zaopatrzenia w lokalną walutę. Société Générale oraz BNB Paribas generowały razem operacje sięgające 2/3 całego sektora bankowego. Swoje funkcjonowanie zawiesiły także banki Banque Atlantique oraz International Bank for West Africa (BIAO). Jeszcze tego samego dnia prezydent Gbagbo wydał dekret o przejęciu kontroli przez państwo nad wszystkimi bankami, które zaprzestały swojego funkcjonowania, co argumentował koniecznością przywrócenia płynności w tym sektorze i zagwarantowania obywatelom dostępu do swoich środków. 18 lutego 2011 działalność wstrzymał kolejny z banków, Ecobank. Prezydent Gbagbo zapowiedział jednak otwarcie wszystkich zamkniętych placówek bankowych, które podległy nacjonalizacji, w dniu 21 lutego 2011. Banki te nie zostały jednakże otwarte w zapowiadanym terminie. 22 lutego 2011 Ouattara oficjalnie wezwał do dalszego wydłużenia embarga na eksport kakao. Wskutek przeciągającego się embarga, na początku marca 2011 ceny kakao osiągnęły najwyższy poziom od 32 lat (3775 USD za tonę). Wzrósł również nielegalny handel tym surowcem, z wykorzystaniem portów w Ghanie, Liberii, Togo oraz ośrodków w Burkinie Faso.

## Wybuch przemocy w lutym 2011

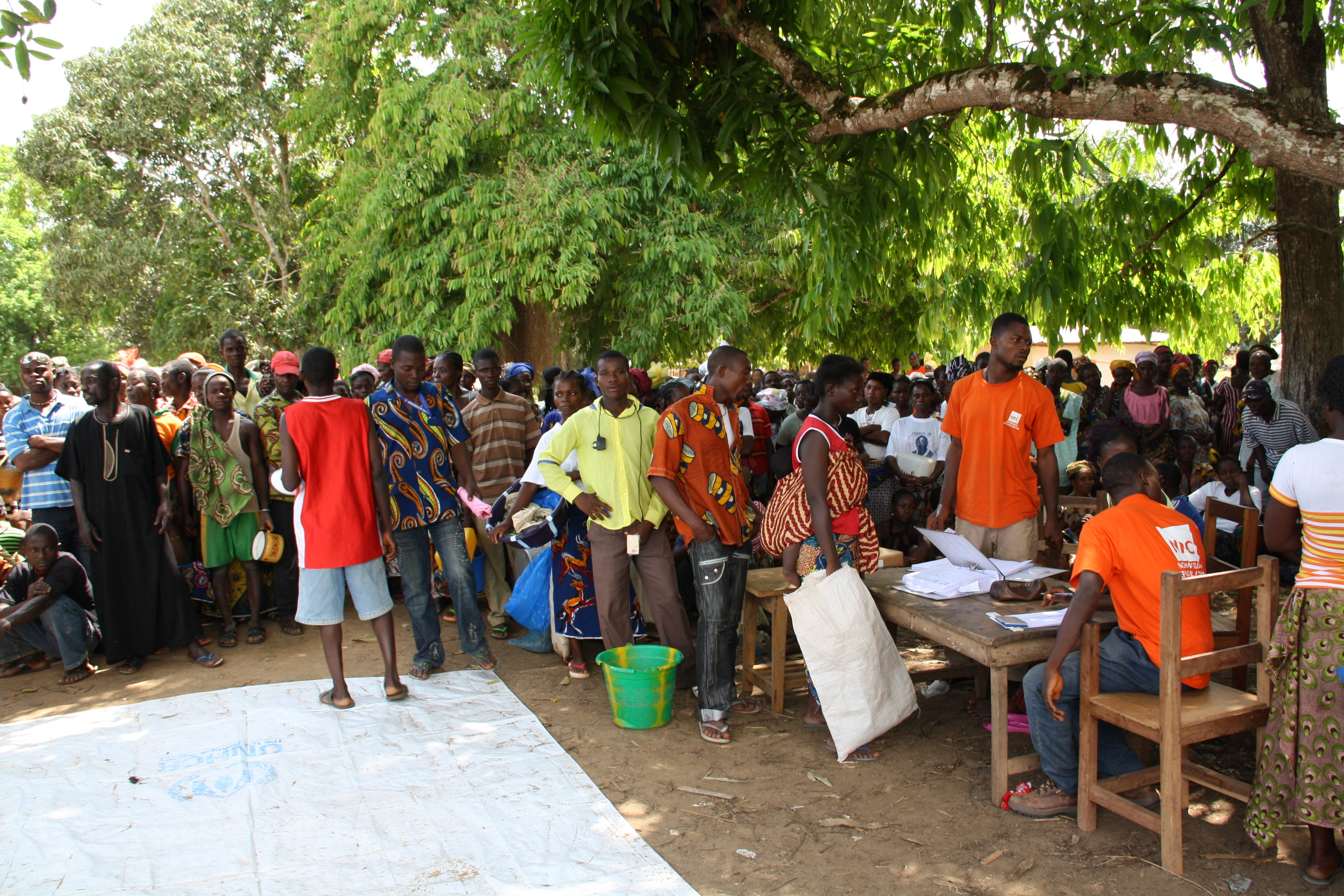
Uchodźcy iworyjscy w Liberii

Do aktów przemocy w Wybrzeżu Kości Słoniowej dochodziło także na przestrzeni całego lutego 2011. 7 lutego 2011 w wyniku akcji paramilitarnych jednostek wiernych prezydentowi Gbagbo w abidżańskiej dzielnicy Abobo, zamieszkanej w większości przez zwolenników Alassane'a Ouattary, zginęło co najmniej sześciu cywilów. 9 lutego 2011 administracja prezydenta Gbagbo zakazała nadawania sygnału radiowego przez misję wojsk ONZ. Następnego dnia przedstawiciel ONZ poinformował, że na przestrzeni tygodnia w wyniku przemocy w kraju zginęły co najmniej 22 osoby, a w sumie od początku kryzysu co najmniej 296.
11 lutego 2011 Stany Zjednoczone zaakceptowały nowego ambasadora Wybrzeża Kości Słoniowej wyznaczonego przez Alassane'a Ouattarę. 14 lutego 2011 prawnicy prezydenta Gbagbo złożyli wniosek do Trybunału Sprawiedliwości ECOWAS z siedzibą w Abudży domagając się unieważnienia uznania Alassane'a Ouattary przez ECOWAS za prawowitego prezydenta kraju, jako łamiącego zasadę supremacji Rady Konstytucyjnej Wybrzeża Kości Słoniowej.
18 lutego 2011 Alassane Ouattara, w odpowiedzi na nacjonalizację zamkniętych banków i nawiązując do protestów w krajach arabskich, wezwał swoich zwolenników do wyjścia na ulice Abidżanu. W rezultacie rząd Gbagbo wprowadził nocną godzinę policyjną w dniu 18 i 19 lutego 2011. 19 lutego 2011 służby bezpieczeństwa użyły ostrej amunicji i gazu łzawiącego przeciwko protestującym w dzielnicy Abobo, w wyniku czego zginęły co najmniej dwie osoby. Demonstranci splądrowali jeden z miejskich supermarketów należący do obywatela Libanu uważanego za stronnika prezydenta Gbagbo. Protest był kontynuowany również w kolejnych dniach. 20 lutego w wyniku działań służb zginęły co najmniej trzy osoby, a następnego dnia co najmniej sześć osób. Według przedstawicieli Ouattary demonstrantów zginęło dwa razy więcej. Rząd Gbagbo przedłużył obowiązywanie godziny policyjnej do 24 lutego 2011. W starciach 22 lutego 2011 zginęło w zależności od źródeł od 10 do 15 iworyjskich żołnierzy. Przedstawiciele ONZ 23 lutego 2011 oznajmili, że od początku kryzysu śmierć poniosło ponad 300 osób, a 80 tys. uciekło do sąsiednich państw, w tym głównie do Liberii.
20 lutego 2011 w Mauretanii doszło do spotkania panelu pięciu szefów państw AU ds. kryzysu w Wybrzeżu Kości Słoniowej. Następnego dnia czterej prezydenci (wszyscy z wyjątkiem prezydenta Burkina Faso) udali się z misją mediacyjną do Abidżanu. Spotkali się z prezydentem Gbagbo, a następnego dnia z prezydentem Ouattarą. Prezydent Compaoré nie przybył do Wybrzeża Kości Słoniowej z powodów bezpieczeństwa i gróźb skierowanych pod jego adresem przez zwolenników Laurenta Gbagbo. Przedstawiciele RPA oznajmili, że panel UA przedstawił stronom propozycję powołania wspólnego rządu. 23 lutego 2011 czterej prezydenci opuścili jednakże Abidżan, nie osiągnąwszy porozumienia.
28 lutego 2011 Unia Afrykańska przedłużyła mandat panelu do końca marca. Na początku marca Jean Ping udał się z wizytą do Abidżanu, podczas której zaprosił prezydentów Gbagbo i Ouattarę, a także przewodniczącego Rady Konstytucyjnej Paula Yao N'Dre, do udziału w posiedzeniu UA w Etiopii 10 marca 2011, na którym panel miał zaprezentować swoje stanowisko w sprawie kryzysu. Z zaproszenia skorzystał tylko Ouattara, podczas gdy Gbagbo przysłał swoich przedstawicieli, m.in. ministra spraw zagranicznych. 10 marca 2011 panel pięciu afrykańskich przywódców przedłożył zgodnie z zapowiedzią ostateczne rekomendacje na temat zakończenia kryzysu w Wybrzeżu Kości Słoniowej. Potwierdził zwycięstwo Alassane'a Ouattary oraz wezwał prezydenta Gbagbo do rezygnacji ze stanowiska, a Radę Konstytucyjną do zaprzysiężenia nowego szefa państwa. Zarekomendował utworzenie nowego rządu jedności narodowej złożonego z przedstawicieli różnych partii politycznych. Zlecił powołanie Narodowej Rady Bezpieczeństwa, kontrolującej proces rozbrojenia, demobilizacji i reintegracji z armią walczących bojówek, a także rozpoczęcie procesu pojednania narodowego i powołanie w tym celu specjalnej komisji. Wezwał do przeprowadzenia reformy prawa wyborczego i jak najszybszej organizacji wyborów parlamentarnych. Zalecił ustanowienie amnestii wobec wszystkich aktów przemocy popełnionych w czasie powyborczego kryzysu. Wśród osób objętych amnestią miał znaleźć się m.in. prezydent, premier oraz wyżsi oficerowie sił zbrojnych i służb bezpieczeństwa. Wezwał społeczność międzynarodową do zniesienia sankcji wobec kraju, natychmiastowego zakończenia blokady Hotelu Golf i rozmieszczenia w Wybrzeżu Kości Słoniowej specjalnej misji obserwacyjnej Unii Afrykańskiej i ECOWAS. 15 marca 2011 Ouattara, w wystosowanym orędziu do narodu, zaakceptował rekomendacje panelu, jednakże w praktyce nie zostały one bezpośrednio zaimplementowane. Jedynie część z zaleceń znalazła wyraz w późniejszej polityce prezydenta.

## Wojna domowa i zatrzymanie Gbagbo

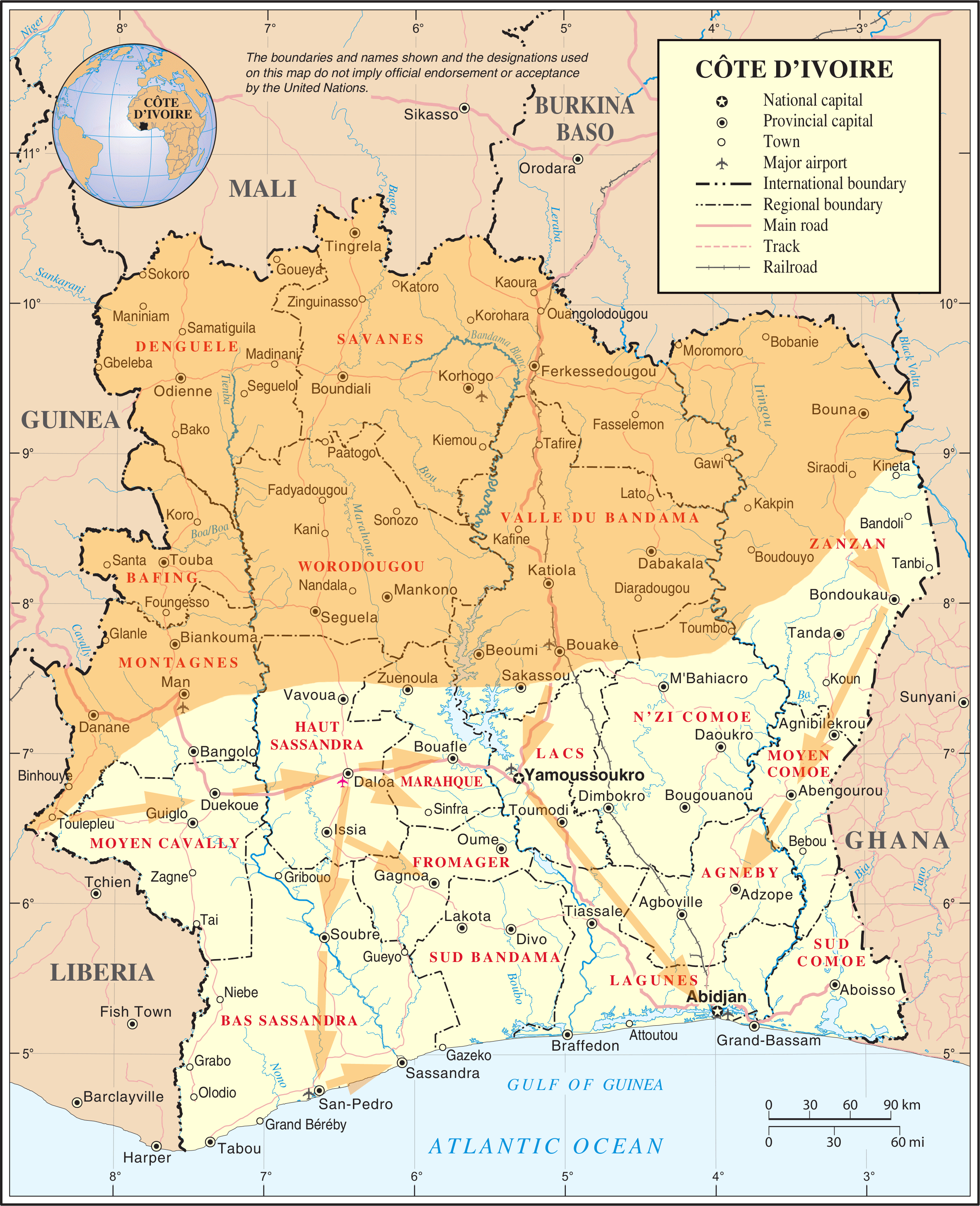
Ofensywa zwolenników prezydenta Ouattary

24 lutego 2011 w mieście Téapleu w regionie Moyen-Cavally na zachodzie kraju przy granicy z Liberią doszło po raz pierwszy od czasu wojny domowej z lat 2002–2007 do zerwania zawieszenia broni między stronami i przekroczenia wyznaczonej wówczas linii demarkacyjnej. Byli rebelianci z Nowych Sił, popierający prezydenta Alassane'a Ouattarę, wszczęli walkę przeciwko żołnierzom wiernym prezydentowi Laurentowi Gbagbo. Rozpoczęła się w ten sposób ofensywa sił rebelianckich skierowana na południe kraju. Tym samym eskalacja konfliktu przerodziła się w wojnę domową. 25 lutego 2011 Nowe Siły zdobyły zachodnie miasto Zouan-Hounien, odbijając w następnych dniach i tygodniach kolejne miasta z rąk zwolenników Gbagbo.
28 marca 2011 Nowe Siły rozpoczęły ostatni etap ofensywy militarnej. W dniach 27–29 marca doszło do masakry cywilów w mieście Duékoué, w wyniku której zginęło w zależności od źródeł od co najmniej 430 osób (według ONZ) do nawet 800 osób (według MKCK) lub tysiąca osób (według organizacji Caritas). Na ciałach zabitych widoczne były ślady kul i rany cięte od uderzeń maczetami. 30 marca 2011 wojska Ouattary zajęły stolicę kraju Jamusukro oraz portowe miasto San Pédro. 31 marca 2011 Nowe Siły wkroczyły do Abidżanu, rozpoczynając decydującą walkę o miasto, a zarazem ostatni bastion zwolenników Laurenta Gbagbo. Do tego czasu według źródeł ONZ, w wyniku starć od początku kryzysu zginęły co najmniej 494 osoby (bez ofiar masakry w Duékoué), co najmniej 112 tys. uchodźców opuściło kraj, a około miliona opuściło swoje domostwa w obawie przed przemocą. 4 kwietnia 2011 wojska ONZ rozpoczęły ostrzał z powietrza celów wojskowych opanowanych przez wojska Gbagbo. Działanie to opierały na swoim mandacie, który zakładał ochronę cywilów oraz dopuszczał samoobronę. Wojska ONZ wsparły również wojska francuskie.
6 kwietnia 2011 siły wierne Ouattarze przystąpiły do ataku na siedzibę prezydenta Gbagbo w Abidżanie, po tym jak ten raz jeszcze odmówił złożenia urzędu w czasie podjętej poprzedniego dnia mediacji. 11 kwietnia 2011 Laurent Gbagbo, ukrywający się w bunkrze pod swoją rezydencją, został pojmany i aresztowany przez siły republikańskie (wierne Ouattarze) przy wsparciu wojsk ONZ (UNOCI) i francuskich (LICORNE). Użycie siły przez wojska UNOCI było sankcjonowane przez Radę Bezpieczeństwa ONZ, która 30 marca 2011, w przyjętej rezolucji nr 1975 potwierdziła prawo UNOCI do „użycie wszelkich środków” w celu wypełniania mandatu w zakresie ochrony ludności cywilnej przed groźbą ataku.

## Sytuacja po pojmaniu Gbagbo
Prezydent Alassane Ouattara tuż po pojmaniu Gbagbo, który wraz z żoną Simone Gbagbo został przewieziony do Hotelu Golf, zaapelował do rodaków o zachowanie spokoju i zakończenie walk. Obiecał również powołanie komisji prawdy i pojednania w celu zbadania zbrodni popełnionych w czasie konfliktu oraz uczciwy proces byłego prezydenta. Zatrzymanie Gbagbo przyjął z zadowoleniem sekretarz generalny ONZ Ban Ki-moon, który stwierdził, że umożliwi to zakończenie „niepotrzebnego konfliktu”. Zadeklarował poparcie dla nowych władz. 13 kwietnia Gbagbo został przewieziony na północ kraju, do miasta Korhogo, gdzie przebywał w areszcie domowym pod strażą wojsk wiernych Ouattarze oraz sił ONZ. Jego żona został przewieziona do miasta Odienné. 12 kwietnia 2011 pięciu generałów wiernych dotąd Gbagbo uznało władzę Ouattary. 16 kwietnia do złożenia broni wezwała partia prezydenta Gbagbo. Na przestrzeni kolejnych dni dochodziło jeszcze do wygasających powoli starć, a w okolicach Abidżanu odkryto magazyny broni służącej wojskom Gbagbo. 22 kwietnia 2011 prezydent Ouattara wydał dekret nakazujący powrót do koszar wszystkim oddziałom zbrojnym, w tym bojownikom Nowych Sił, których część miała zostać włączona w skład regularnej armii. Ostatecznie dopiero na początku maja 2011 oddziały rządowe przejęły całkowitą kontrolę nad wszystkimi dzielnicami Abidżanu.
Według szacunków ONZ, w czasie całego konfliktu w Wybrzeżu Kości Słoniowej zginęło około 3 tys. osób, podczas gdy milion zostało zmuszonych do opuszczenia swojego miejsca zamieszkania. Według raportów International Rescue Committee, w tym czasie dochodziło także do licznych przypadków przemocy seksualnej, zwłaszcza wśród kobiet i dziewcząt uciekających do sąsiedniej Liberii, które były gwałcone, napastowanie i zastraszane przez grupy uzbrojonych mężczyzn. W maju 2011 wysłannicy ONZ odkryli kilkanaście masowych grobów w okolicach Abidżanu, zawierających kilkadziesiąt ciał zwolenników obu walczących stron. Również według raportu Amnesty International, zbrodni i przestępstw dopuszczali się zwolennicy zarówno jednej, jak i drugiej strony. W maju 2011 Ouattara zwrócił się z prośbą do Międzynarodowego Trybunału Karnego o zbadanie poważnych naruszeń praw człowieka popełnionych w czasie konfliktu.
Pod koniec kwietnia 2011 w kraju otwarte zostały na nowo placówki oświatowe i bankowe. Rząd zobowiązał się do wypłacenia zaległych wynagrodzeń pracownikom sfery budżetowej. Międzynarodowe organizacje i instytucje finansowe rozpoczęły znoszenie nałożonych sankcji. Swoje sankcje zniosła Unia Afrykańska i ECOWAS (21 kwietnia 2011), które odwiesiły członkostwo Wybrzeża Kości Słoniowej w organizacjach. Również Unia Europejska rozpoczęła proces znoszenia restrykcji, m.in. przywracając wstrzymany eksport kakao (29 kwietnia 2011). 20 kwietnia 2011 do współpracy z krajem powrócił Bank Światowy. We wrześniu 2011 przyznał mu 150 mln USD pomocy finansowej w ramach programu International Development Association. 21 kwietnia 2011 współpracę przywrócił Międzynarodowy Fundusz Walutowy. 8 lipca 2011 MFW przyznał Wybrzeżu Kości Słoniowej pomoc finansową w wysokości 129 mln USD w ramach programu Rapid Credit Facility. W październiku 2011 Stany Zjednoczone, po 6 latach przerwy, ponownie włączyły Wybrzeże Kości Słoniowej do programu pomocowego dla Afryki, African Growth and Opportunity Act (AGOA).
Po zatrzymaniu prezydenta Gbagbo i zakończeniu kryzysu wznowiony został handel kakao. W rezultacie, ceny tego surowca na światowych rynkach spadły do poprzedniego poziomu. Pomimo kryzysu i związanych z tym zaburzeniom w handlu, Wybrzeże Kości Słoniowej odnotowało wzrost produkcji kakao w sezonie 2010/2011 do poziomu 1,668 mln ton, w porównaniu z 1,184 mln ton w sezonie 2009/2010 oraz 1,224 mln ton w sezonie 2008/2009. Było to związane m.in. ze sprzyjającymi warunkami pogodowymi oraz poprawą technik produkcji. W całym 2011 wzrost gospodarczy kraju wyniósł -5,8% PKB, wobec 2,6% wzrostu PKB w 2010.
6 maja 2011, w pałacu prezydenckim w Abidżanie, Alassane Ouattara został oficjalnie zaprzysiężony na stanowisku prezydenta Wybrzeża Kości Słoniowej w obecności przewodniczącego Rady Konstytucyjnej, Paula Yao N'Dre. 21 maja 2011 w Jamusukro odbyła się uroczysta inauguracja prezydentury, na którą przybyło około 20 szefów państw Afryki, a także prezydent Francji Nicolas Sarkozy oraz sekretarz generalny ONZ Ban Ki-moon. 1 czerwca 2011 powołany został nowy rząd, na czele którego pozostał premier Guillaume Soro. W 36-osobowym gabinecie nie znalazł się żaden przedstawiciel Frontu Ludowego Wybrzeża Kości Słoniowej, partii byłego prezydenta Ggagbo. W jego skład weszło 14 ministrów z prezydenckiego Zgromadzenia Republikanów, 8 ministrów z Partii Demokratycznej Wybrzeża Kości Słoniowej, 5 ministrów reprezentujących Nowe Siły oraz 5 bezpartyjnych jako przedstawicieli społeczeństwa obywatelskiego. 7 lipca 2011 prezydent nowym dowódcą wojska mianował dawnego przywódcę Nowych Sił, generała Soumailę Bakayoko.
27 kwietnia 2011 władze rozpoczęły pierwsze wstępne dochodzenie w sprawie przestępstw popełnionych przez prezydenta Laurenta Gbagbo i jego zwolenników. Na początku maja 2011 odbyło się pierwsze przesłuchanie byłego prezydenta. 16 sierpnia 2011 prezydentowi postawione zostały zarzuty dotyczące przestępstw gospodarczych. Gbagbo został oskarżony o grabież i defraudację środków państwowych, w czasie gdy wykorzystywał je dla utrzymania się przy władzy. Zarzuty o charakterze kryminalnym władze pozostawiły w kompetencji Międzynarodowego Trybunału Karnego. 28 września 2011 działalność rozpoczęła Komisja Dialogu, Prawdy i Pojednania (Commission Dialogue, Cérité et Réconciliation, CDVR), mająca na celu zbadanie przestępstw i zbrodni popełnionych przez wszystkie strony konfliktu. W skład 11-osobowego ciała weszli przywódcy religijni oraz przedstawiciele poszczególnych regionów kraju, w tym reprezentujący diasporę piłkarz Didier Drogba. Na czele komisji stanął były premier Charles Konan Banny. Komisja wzorowana była na Komisji Prawdy i Pojednania (Truth and Reconciliation Commission), działającej w RPA po zniesieniu apartheidu.
3 października 2011 Międzynarodowy Trybunał Karny, działając na wniosek prokuratora generalnego Luisa Moreno-Ocampo, rozpoczął dochodzenie przygotowawcze w sprawie zbrodni popełnionych w Wybrzeżu Kości Słoniowej począwszy od 28 listopada 2010. Choć w chwili rozpoczęcia dochodzenia kraj nie był sygnatariuszem Statutu Rzymskiego, dobrowolnie zaakceptował jurysdykcję trybunału 18 kwietnia 2003. Nowe władze potwierdziły to raz jeszcze 14 grudnia 2010 oraz 3 maja 2011. 23 listopada 2011 trybunał wydał nakaz aresztowania wobec prezydenta Laurenta Gbagbo. 29 listopada 2011 nakaz został upubliczniony, a Gbagbo zatrzymany w rezydencji w Korhogo, gdzie przebywał i przewieziony do Holandii. 30 listopada 2011 przybył do aresztu MTK w Scheveningen na obrzeżach Hagi. Został obarczony indywidualną odpowiedzialnością karną za popełnione czyny jako pośredni współwinny i oskarżony o cztery zbrodnie przeciwko ludzkości popełnione między 16 grudnia 2010 a 12 kwietnia 2011: morderstwo, gwałt i inne formy przemocy seksualnej, prześladowanie, pozostałe nieludzkie czyny. 5 grudnia 2011, jako pierwszy były przywódca państwa, stanął przed MTK. Początek jego procesu został wyznaczony na 18 czerwca 2012.
11 grudnia 2011 w kraju odbyły się pierwsze od 2000 wybory parlamentarne. Front Ludowy Wybrzeża Kości Słoniowej byłego prezydenta Gbagbo zbojkotował głosowanie w proteście przeciwko jego aresztowaniu i postawieniu przed MTK. Dodatkowo oskarżył komisję wyborczą o stronniczość, a władzom i wojsku zarzucił zastraszanie wyborców. Wybory, uznane przez międzynarodowych obserwatorów za wolne i uczciwe, przyniosły zdecydowane zwycięstwo rządzącej koalicji, która zdobyła ponad 80% głosów. Zgromadzenie Republikanów uzyskało 127 mandatów w 255-osobowym Zgromadzeniu Narodowym, a jego koalicjant, Partia Demokratyczna Wybrzeża Kości Słoniowej, 77 mandatów. Frekwencja wyborcza wyniosła 37% i choć była nieznacznie wyższa niż we wcześniejszych wyborach parlamentarnych, to znacznie odbiegała od tej z wyborów prezydenckich z 2010, która wynosiła 80%.